# Xivaísmo
O xivaísmo ou xaivismo (em sânscrito:  शैवसम्प्रदायः, transl. Śaivasampradāyaḥ; tâmil: சைவம்) é uma das principais tradições hindus, que adora Xiva como o Ser Supremo. Uma das maiores denominações hindus, incorpora muitas subtradições que vão desde o teísmo devocional dualista, como o Shaiva Siddhanta, até ao idealismo monístico orientado ao ioga, como o xivaísmo da Caxemira. Considera os textos dos Vedas e dos Ágamas como importantes fontes de teologia. De acordo com uma estimativa de 2010 de Johnson e Grim, o xivaísmo é a segunda maior seita do hinduísmo, constituindo cerca de 253 milhões ou 26,6% dos hindus.
O xivaísmo se desenvolveu como um amálgama de religiões e tradições pré-védicas derivadas das tradições e filosofias tâmeis do sul do Shaiva Siddhanta, que foram assimiladas na tradição não-védica de Xiva. No processo de sanscritização e formação do hinduísmo, começando nos últimos séculos a.C., essas tradições pré-védicas alinharam-se com a divindade védica Rudra e outras divindades védicas, incorporando as tradições não-védicas de Xiva no rebanho védico-bramânico.
Tanto o xivaísmo devocional quanto o monista tornaram-se populares no primeiro milênio d.C., tornando-se rapidamente a tradição religiosa dominante de muitos reinos hindus. Chegou ao Sudeste Asiático pouco depois, levando à construção de milhares de templos xaivas nas ilhas da Indonésia, bem como no Camboja e no Vietnã, coevoluindo com o budismo nestas regiões.
A teologia xivaísta varia de Xiva sendo o criador, preservador e destruidor até ser o mesmo que o Átmã (Eu ou Alma eterna) dentro de si mesmo e de cada ser vivo. Está intimamente relacionado ao xactismo, e alguns xaivas adoram nos templos de Xiva e Xácti. É a tradição hindu que mais aceita a vida ascética e enfatiza a ioga e, como outras tradições hindus, incentiva o indivíduo a descobrir e ser um com Xiva dentro de si. Os seguidores do xivaísmo são chamados de xaivas (do sânscrito shaiva), xivaítas ou xivaístas.

## Etimologia e nomenclatura
Xiva (śiva, em sânscrito:  शिव) significa literalmente gentil, amigável, gracioso ou auspicioso. Como nome próprio, significa "O Auspicioso".
A palavra Xiva é usada como adjetivo no Rig Veda, como epíteto para diversas divindades riguevédicas, incluindo Rudra. O termo Xiva também conota "libertação, emancipação final" e "o auspicioso". Este sentido de uso de adjetivo é dirigido a muitas divindades nas camadas védicas da literatura. O termo evoluiu do védico Rudra-Shiva para o substantivo Shiva nos Épicos e nos Puranas, como uma divindade auspiciosa que é o "criador, reprodutor e dissolvedor".
A palavra sânscrita śaiva ou shaiva (xaiva) significa "relacionado ao deus Xiva", enquanto as crenças, práticas, história, literatura e subtradições relacionadas constituem o xivaísmo.

## Visão geral
A reverência a Xiva é uma das tradições pan-hindus amplamente encontradas em toda a Índia, predominantemente no sul da Índia, no Sri Lanka e no Nepal. Embora Xiva seja amplamente reverenciado, o próprio hinduísmo é uma religião complexa e um modo de vida, com uma diversidade de ideias sobre espiritualidade e tradições. Não tem ordem eclesiástica, nem autoridades religiosas inquestionáveis, nem corpo governante, nem profeta(s) nem qualquer livro sagrado vinculativo; os hindus podem escolher ser politeístas, panteístas, monoteístas, monistas, agnósticos, ateus ou humanistas.
O xivaísmo é uma tradição importante dentro do hinduísmo com uma teologia predominantemente relacionada ao deus hindu Xiva. O xivaísmo tem muitas subtradições diferentes com variações regionais e diferenças de filosofia. O xivaísmo possui uma vasta literatura com diferentes escolas filosóficas que vão desde o não-dualismo, o dualismo, e escolas mistas.

## Origens e história

O desenvolvimento de várias escolas de xivaísmo desde a adoração inicial de Rudra.

As origens do xivaísmo não são claras e são motivo de debate entre os estudiosos, pois é um amálgama de cultos e tradições pré-védicas e da cultura védica.

### Civilização do Vale do Indo

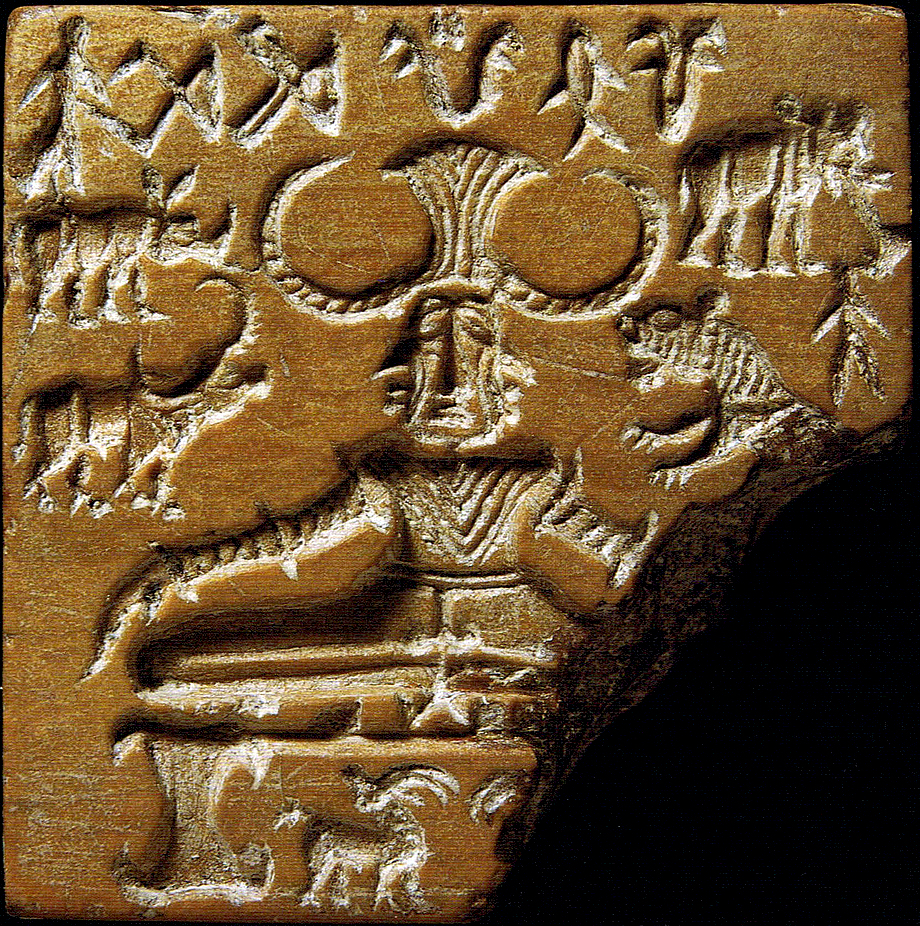
O selo "Pashupati" da civilização do Vale do Indo.

Alguns traçam as origens à civilização do Vale do Indo, que atingiu seu pico por volta de 2 500–2 000 a.C. Descobertas arqueológicas mostram selos que sugerem uma divindade que se parece um pouco com Xiva. Destes está o selo de Pashupati, que os primeiros estudiosos interpretaram como alguém sentado em pose de ioga meditando, cercado por animais e com chifres. Este "Pashupati" (Senhor dos Animais, sânscrito paśupati) foi interpretado por esses estudiosos como um protótipo de Xiva. Gavin Flood caracteriza essas visões como "especulativas", dizendo que não fica claro no selo se a figura tem três faces, ou se está sentada em postura de ioga, ou mesmo que a forma pretenda representar uma figura humana.
Outros estudiosos afirmam que a escrita do Vale do Indo permanece indecifrada e a interpretação do selo de Pashupati é incerta. Segundo Srinivasan, a proposta de que seja um proto-Xiva pode ser um caso de projeção de "práticas posteriores em achados arqueológicos". Da mesma forma, Asko Parpola afirma que outros achados arqueológicos, como os primeiros selos elamitas datados de 3 000-2 750 a.C., mostram figuras semelhantes e estas foram interpretados como "touro sentado" e não um iogue, e que a interpretação do touro é provavelmente mais precisa.

### Elementos védicos
O Rigveda (~1500–1200 a.C.) tem a primeira menção clara de Rudra em seus hinos 2.33, 1.43 e 1.114. O texto também inclui um Satarudriya, um hino influente com centenas de epítetos incorporados para Rudra, que é citado em muitos textos xaivas da era medieval, bem como recitado nos principais templos hindus de Xiva na contemporaneidade. No entanto, a literatura védica apresenta apenas a teologia escriturística, mas não atesta a existência do xivaísmo.
A Shvetashvatara Upanishad, provavelmente composta antes do Bhagavad Gita por volta do século IV a.C., contém os fundamentos teístas do xivaísmo envoltos em uma estrutura monística. Ele contém os termos e ideias-chave do xivaísmo, como Xiva, Rudra, Mahesvara, Guru, Bhakti, Ioga, Átmã, Bramã e autoconhecimento.

### Surgimento do xivaísmo

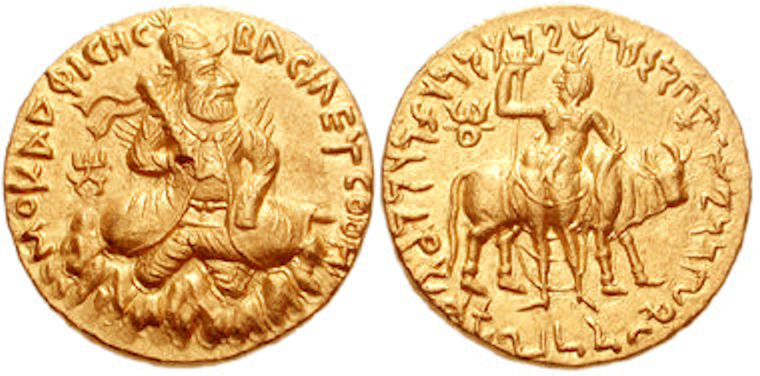
Moeda cuchana de Vima Cadefises (século II d.C.), com um possível Xiva, segurando um tridente, em estado itifálico e ao lado de um touro, sua montaria, como no xivaísmo. A divindade foi descrita pelos cuchanos posteriores em sua cunhagem como "Oesho", uma possivelmente divindade cuchana.

De acordo com Gavin Flood, "a formação das tradições Śaiva como as entendemos começa a ocorrer durante o período de 200 a.C. a 100 AD". Xiva provavelmente não era originalmente um deus bramânico, mas acabou sendo incorporado ao rebanho bramânico. O Xiva pré-védico adquiriu uma proeminência crescente à medida que seu culto assimilou numerosas "fés mais rudes" e suas mitologias, e os Épicos e Puranas preservam mitos e lendas pré-védicas dessas tradições assimiladas pelo culto de Xiva. A crescente proeminência de Xiva foi facilitada pela identificação com uma série de divindades védicas, como Puruxa, Rudra, Agni, Indra, Prajapati, Vaio, entre outras. Os seguidores de Xiva foram gradualmente aceitos no rebanho bramânico, sendo autorizados a recitar alguns dos hinos védicos.
O Mahābhāṣya de Patânjali, datado do século II a.C., menciona o termo Shiva-bhagavata na seção 5.2.76. Patânjali, ao explicar as regras gramaticais de Pánini, afirma que este termo se refere a um devoto vestido com peles de animais e carregando uma ayah sulikah (lança de ferro, lança tridente) como um ícone que representa seu deus. A Shvetashvatara Upanishad (final do primeiro milênio a.C.) menciona termos como Rudra, Shiva e Mahexvarã, mas sua interpretação como um texto teísta ou monista do xivaísmo é contestada. Nos primeiros séculos da era comum está a primeira evidência clara do xivaísmo de Pāśupata.
O Mahabharata menciona ascetas xaivas, como nos capítulos 4.13 e 13.140. Outras evidências que possivelmente estão ligadas à importância do xivaísmo nos tempos antigos estão na epigrafia e na numismática, como na forma de relevos proeminentes semelhantes a Xiva nas moedas de ouro da era do Império Cuchana. No entanto, isto é controverso, pois uma hipótese alternativa para estes relevos baseia-se no Oesho zoroastrista. De acordo com Flood, moedas datadas dos antigos reis indo-gregos, sacas e partas que governaram partes do subcontinente indiano após a chegada de Alexandre, o Grande, também mostram a iconografia de Xiva, mas esta evidência é fraca e sujeita a inferências concorrentes.
As inscrições encontradas na região do Himalaia, como as do vale de Katmandu, no Nepal, sugerem que o xivaísmo (particularmente o monismo de Pashupata) foi estabelecido nesta região durante o reinado dos máurias e dos guptas do subcontinente indiano, por volta do século V. Essas inscrições foram datadas por técnicas modernas entre 466 e 645 d.C.

### Xivaísmo purânico

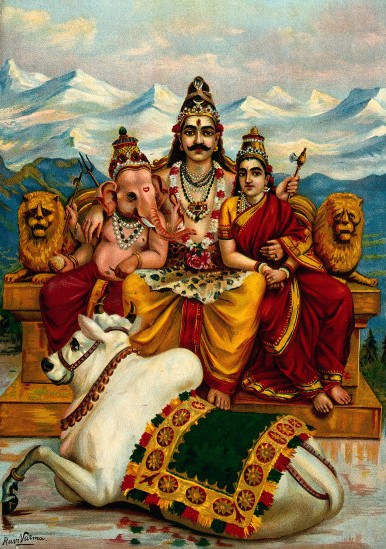
Xiva (meio) é o ser supremo do xivaísmo, acompanhado por seu filho Ganexa (esquerda) e consorte Parvati (direita). Pintura de Raja Ravi Varma.

Durante o Império Gupta (c. 320-500 d.C.), o gênero da literatura purânica se desenvolveu na Índia, e muitos desses Puranas contêm capítulos extensos sobre o xivaísmo – junto com o vaixnavismo, o xactismo, as tradições do Smarta dos brâmanes e outros tópicos – sugerindo a importância de xivaísmo até então. Os Puranas xaivas mais importantes deste período incluem o Shiva Purana e o Linga Purana.

### Desenvolvimento pós-Gupta

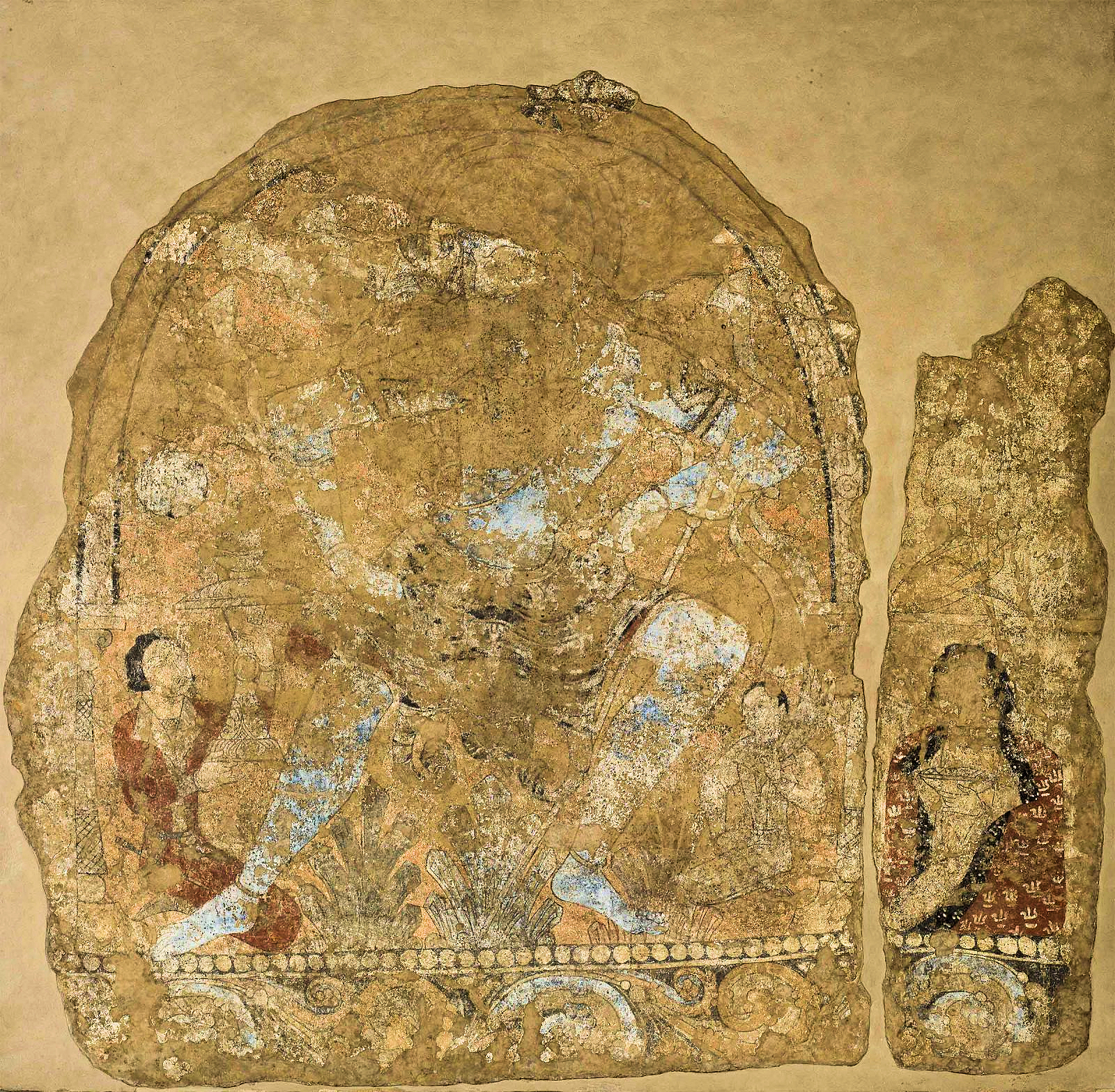
Xiva com Trixula, adorado na Ásia Central. Panjaquente, Uzbequistão, séculos VII-VIII d.C. Museu Hermitage.

A maioria dos reis guptas, começando com Chandragupta II (Vicramaditia) (375–413 d.C.), eram conhecidos como Parama Bhagavatas ou Bhagavata vaixnavas e foram ardentes promotores do vixenuísmo. Mas após as invasões hunas, especialmente as dos hunos alconos por volta de 500 d.C., o Império Gupta declinou e fragmentou-se, acabando por entrar em colapso completo, com o efeito de desacreditar o vaixnavismo, a religião que vinha promovendo com tanto ardor. As potências regionais recém-surgidas no centro e norte da Índia, como os aulicaras, os maucaris, os maitracas, os calachuris ou os vardanas preferiram adotar o xivaísmo, dando um forte impulso ao desenvolvimento do culto a Xiva. O vixenuísmo permaneceu forte principalmente nos territórios que não foram afetados por estes acontecimentos: Sul da Índia e Caxemira.
No início do século VII, o peregrino budista chinês Xuanzang (Huen Tsang) visitou a Índia e escreveu um livro de memórias em chinês que menciona a prevalência de templos de Xiva em todo o norte do subcontinente indiano, incluindo na região do Indocuche, como o Nuristão. Entre os séculos V e XI d.C., grandes templos xaivas foram construídos nas regiões central, sul e leste do subcontinente, incluindo aqueles nos templos das grutas de Badami, Aihole, Grutas de Elefanta, Grutas de Ellora (Kailasha, caverna 16), Khajuraho, Bhuvaneshwara, Chidambaram, Madurai e Conjeevaram.
Os principais estudiosos de tradições hindus concorrentes da segunda metade do primeiro milênio d.C., como Adi Xancara do Advaita Vedanta e Ramanuja do vixenuísmo, mencionam várias seitas xaivas, particularmente os quatro grupos: Pashupata, Lakulisha, Xaiva tântrico e Kapalika. A descrição é conflitante, com alguns textos afirmando que as tradições tântrica, purânica e védica do xivaísmo são hostis entre si, enquanto outros sugerem que sejam subtradições amigáveis. Alguns textos afirmam que os capálicas rejeitam os Vedas e estão envolvidos em experimentações extremas, enquanto outros afirmam que as subtradições xaivas reverenciam os Vedas, mas não são purânicas.

### Sul da Índia
O xivaísmo era a tradição predominante no sul da Índia, coexistindo com o budismo e o jainismo, antes dos alvares vaixnavas lançarem o movimento Bhakti no século VII, e estudiosos influentes do Vedanta, como Ramanuja, desenvolveram uma estrutura filosófica e organizacional que ajudou a expandir o vixenuísmo. Embora ambas as tradições do hinduísmo tenham raízes antigas, dada a sua menção em épicos como o Mahabharata, o xivaísmo floresceu no sul da Índia muito antes.
O Mantramarga do xivaísmo, de acordo com Alexis Sanderson, forneceu um modelo para os posteriores, embora independentes e altamente influentes, tratados Pancaratrika do vaixnavismo. Isto é evidenciado em textos hindus como o Isvarasamhita, Padmasamhita e Paramesvarasamhita.

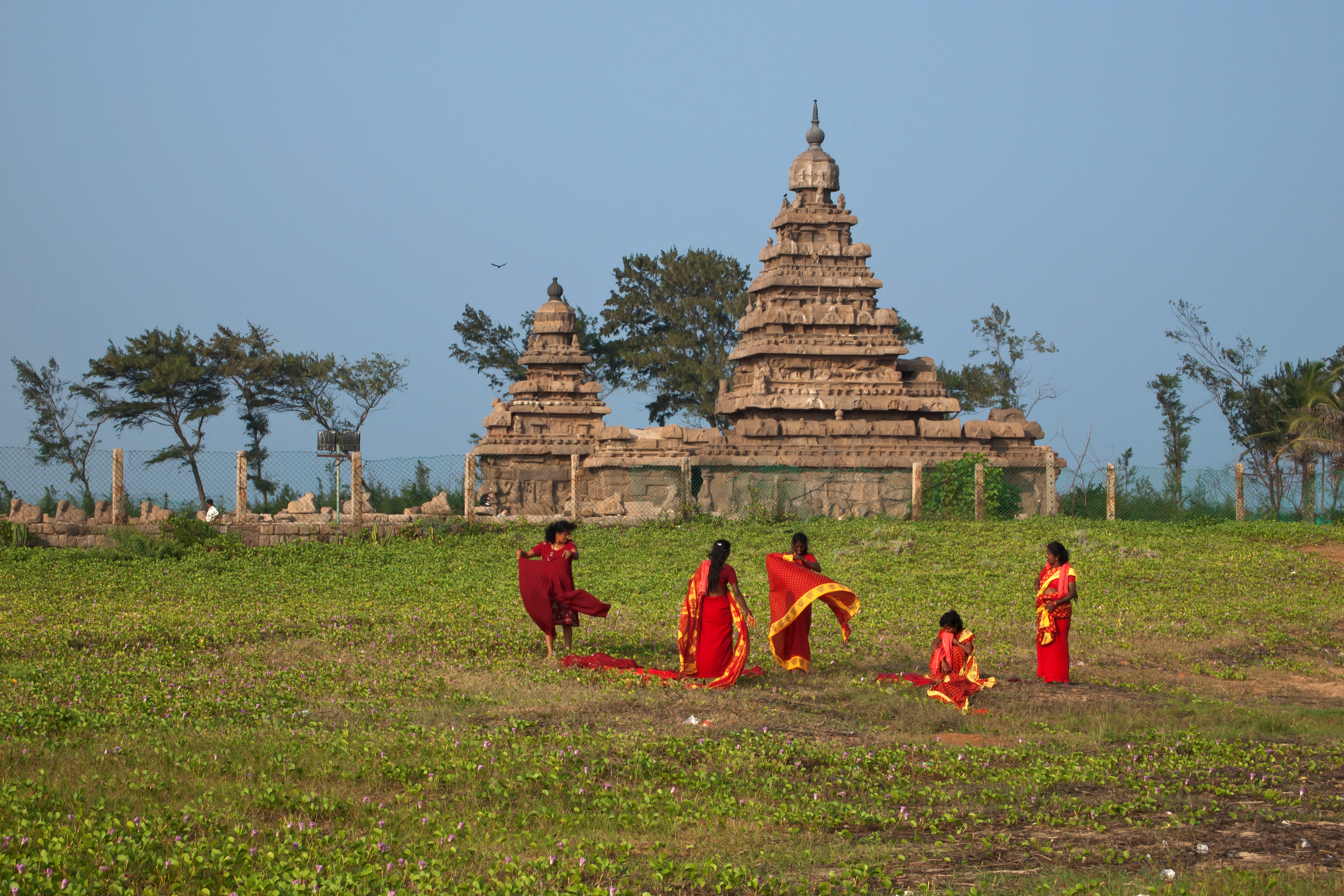
O Templo Shore dos séculos VII a VIII em Mahabalipuram é um Patrimônio Mundial da UNESCO. Possui milhares de esculturas relacionadas ao xivaísmo.

Junto com a região do Himalaia que se estende da Caxemira até o Nepal, a tradição xaiva no sul da Índia tem sido uma das maiores fontes de manuscritos preservados relacionados ao xivaísmo da Índia antiga e medieval. A região também foi fonte de artes hindus, arquitetura de templos e comerciantes que ajudaram a espalhar o xivaísmo no sudeste da Ásia no início do primeiro milênio d.C.
Existem dezenas de milhares de templos hindus onde Xiva é a divindade primária ou reverencialmente incluído na forma antropomórfica ou anicônica (lingam, ou svayambhu). Numerosos templos históricos xaivas sobreviveram em Tâmil Nadu, Querala, partes de Andra Pradexe e Carnataca. Gudimallam é o lingam mais antigo conhecido e foi datado entre os séculos III e I a.C. É um lingam de pedra esculpido com um metro e meio de altura e uma imagem antropomórfica de Xiva em um dos lados. Este antigo lingam fica no distrito de Chittoor, em Andra Pradexe.

### Sudeste da Ásia

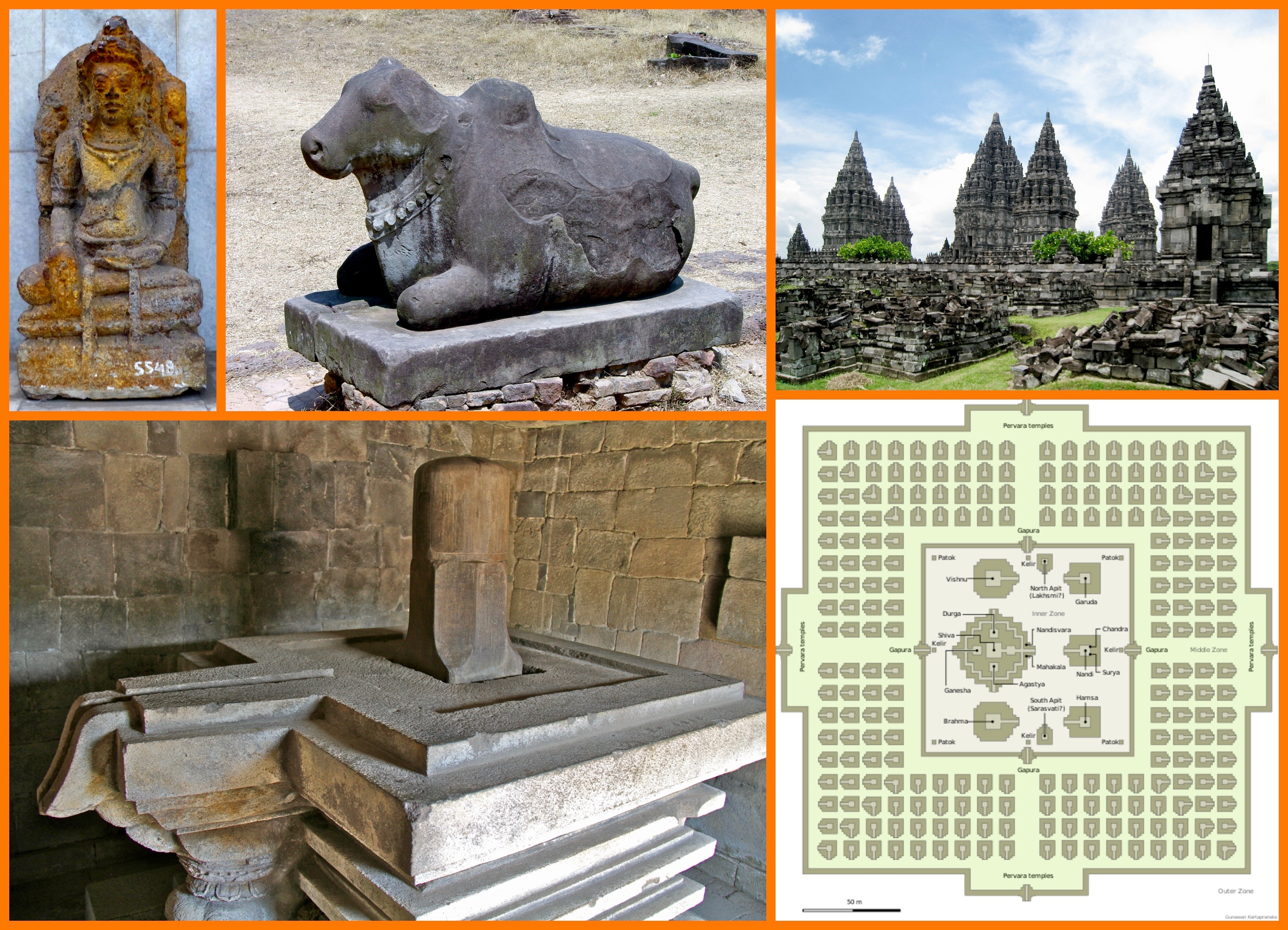
Uma colagem de imagens de ícones e templos do xivaísmo do primeiro milênio d.C. do Sudeste Asiático (canto superior esquerdo): Xiva em pose de ioga, Nandi, templo de Prambanã, Yoni-Linga e leiaute de templo hindu.

O xivaísmo chegou de forma importante ao sudeste da Ásia, vindo do sul da Índia, e em muito menor extensão, à China e ao Tibete, vindo da região do Himalaia. Codesenvolveu-se com o budismo nesta região, em muitos casos. Por exemplo, nas Cavernas dos Mil Budas, algumas grutas incluem ideias do xivaísmo. As evidências epigráficas e das artes rupestres sugerem que o Mahesvara xaiva e o Maaiana budista chegaram à região da Indochina no período Funã, ou seja, na primeira metade do primeiro milênio d.C. Na Indonésia, templos em sítios arqueológicos e numerosas evidências de inscrições datadas do período inicial (400 a 700 d.C.) sugerem que Xiva era o deus supremo. Esta coexistência do xivaísmo e do budismo em Java continuou por volta de 1500 d.C., quando o hinduísmo e o budismo foram substituídos pelo Islã, e persiste até hoje na província de Bali.
As tradições xivaísta e budista sobrepuseram-se significativamente no sudeste da Ásia, particularmente na Indonésia, no Camboja e no Vietnã entre os séculos V e XV. O xivaísmo e Xiva ocuparam a posição suprema na antiga Java, Sumatra, Bali e nas ilhas vizinhas, embora a subtradição que se desenvolveu integrasse criativamente crenças mais antigas que pré-existiam. Nos séculos que se seguiram, os mercadores e monges que chegaram ao Sudeste Asiático trouxeram o xivaísmo, o vixenuísmo e o budismo, e estes desenvolveram-se numa forma de tradições sincrética e de apoio mútuo.

#### Indonésia
No hinduísmo balinês, os etnógrafos holandeses subdividiram ainda mais os Siwa (xivaítas) Sampradaya "em cinco – Kemenuh, Keniten, Mas, Manuba e Petapan". Esta classificação foi para acomodar o casamento observado entre homens brâmanas de casta superior com mulheres de casta inferior.

## Crenças e práticas
O xivaísmo gira em torno de Xiva, mas tem muitas subtradições cujas crenças e práticas teológicas variam significativamente. Eles variam do teísmo devocional dualista à descoberta meditativa monística de Xiva dentro de si mesmo. Dentro de cada uma dessas teologias, existem dois subgrupos. Um subgrupo é chamado védico-purânico, que usa termos como "Xiva, Mahadeva, Maheshvara e outros" como sinônimos, e usam iconografia como Linga, Nandi, Trixula (tridente), bem como estátuas antropomórficas de Xiva. nos templos para ajudar a concentrar suas práticas. Outro subgrupo é denominado esotérico, que o funde com o abstrato Shivata (energia feminina) ou Shivatva (abstração neutra), onde a teologia integra a deusa (Xácti) e o deus (Xiva) com as práticas do Tantra e os ensinamentos do Ágama. Há uma sobreposição considerável entre esses xaivas e os xactas hindus.

### Xivaísmo védico, purânico e esotérico
Estudiosos como Alexis Sanderson discutem o xivaísmo em três categorias: védico, purânico e não-purânico (esotérico, tântrico). Eles colocam o védico e o purânico juntos devido à sobreposição significativa, ao mesmo tempo que colocam as subtradições esotéricas não-purânicas como uma categoria à parte.

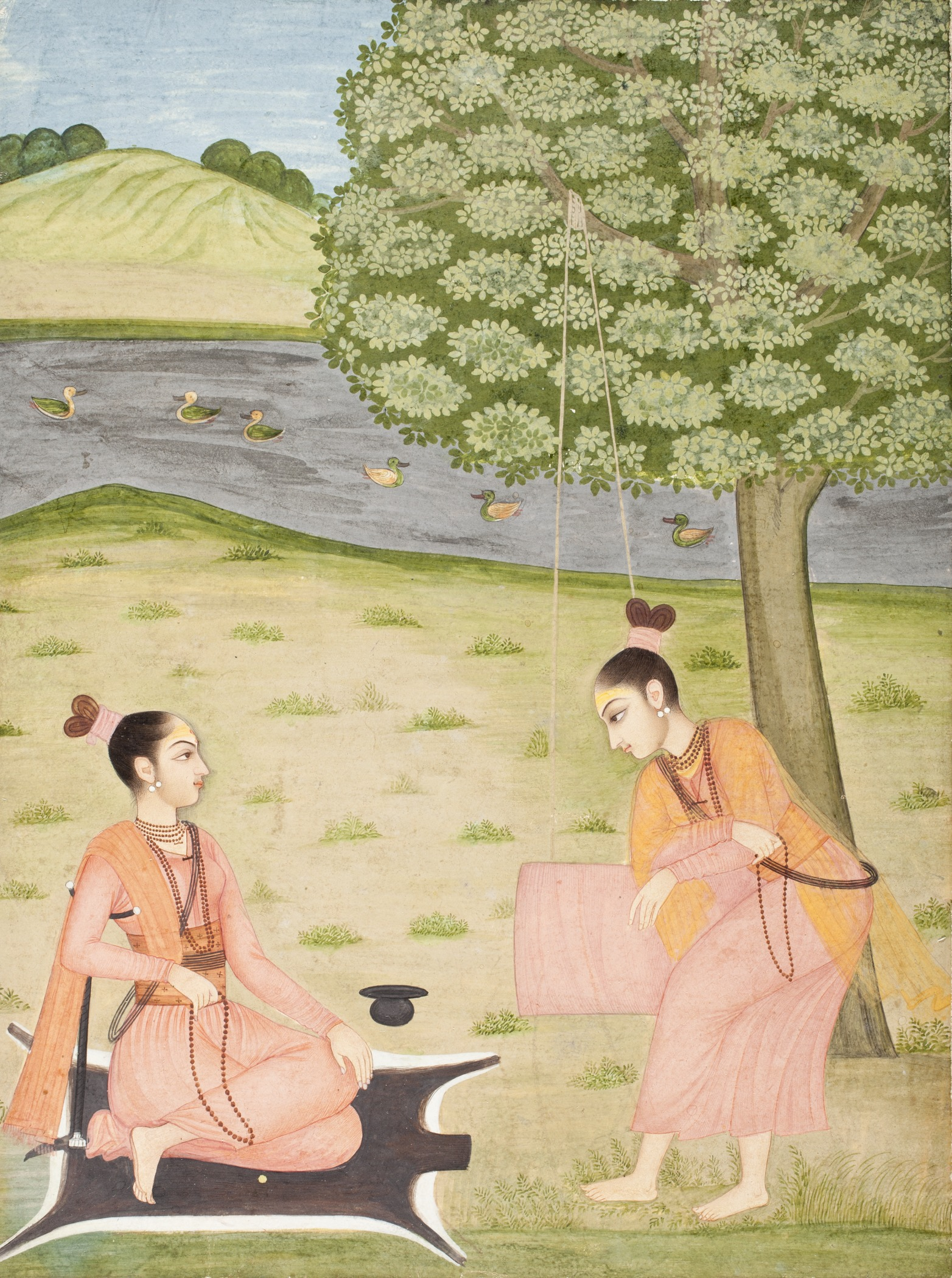
Duas mulheres ascetas xaivas (pintura do século XVIII)

- Védico-purânico. A maioria dentro do xivaísmo segue as tradições védico-purânicas. Eles reverenciam os Vedas e os Puranas e mantêm crenças que vão desde o teísmo dualista, como o Bhakti de Xiva (devocionalismo), até ao monismo dedicado ao ioga e a um estilo de vida meditativo. Isso às vezes envolve a renúncia à vida familiar em prol de atividades monásticas de espiritualidade.[101] A prática de Ioga é particularmente pronunciada no xivaísmo não-dualista, com a prática refinada em uma metodologia como o upaia quádruplo: ser sem caminho (anupaya, sem iccha, sem desejo), ser divino (sambhavopaya, jnana, cheio de conhecimento), ser energético (saktopaya, kriya, cheio de ação) e ser individual (anavopaya).[102][nota 4]
- Não purânico. Estas são subtradições esotéricas minoritárias, nas quais os devotos são iniciados (dīkṣa) em um culto específico de sua preferência. Seus objetivos variam, indo desde a libertação na vida atual (mukti) até a busca de prazeres em mundos superiores (bhukti). Seus meios também variam, abrangendo desde o atimarga meditativo ou "caminho superior externo" versus aqueles cujos meios são mantras orientados pela recitação. As subtradições atimargas incluem as de Pashupata e Lakula. De acordo com Sanderson, os paxupatas[nota 5] têm a herança mais antiga, provavelmente do século II d.C., como evidenciado por antigos textos hindus, como o livro Shanti Parva do épico Mahabharata.[103][100] A subtradição tântrica nesta categoria pode ser rastreada pós século VIII até depois do século XI, dependendo da região do subcontinente indiano, paralelamente ao desenvolvimento das tradições do Tantra budistas e jainistas neste período.[104] Entre estas estão as dualísticas Shaiva Siddhanta e xaivas de Bhairava (não saidânticas), com base no fato de elas reconhecerem algum valor na ortopraxia védica.[105] Essas subtradições prezam o sigilo, fórmulas simbólicas especiais, iniciação por um professor e a busca de siddhi (poderes especiais). Algumas dessas tradições também incorporam ideias teístas, elaborados iantras geométricos com significado espiritual incorporado, mantras e rituais.[104][106][107]

### Xivaísmo versus outras tradições hindus
As subtradições do xivaísmo subscrevem a várias filosofias, são semelhantes em alguns aspectos e diferem em outros. Essas tradições são comparadas com o vixenuísmo, xactismo e smartismo da seguinte forma:
|                             | Tradições xaivas                                                    | Tradições vaixnavas                                   | Tradições xactas                                   | Tradições Smarta | Referências             |
| --------------------------- | ------------------------------------------------------------------- | ----------------------------------------------------- | -------------------------------------------------- | --- | ----------------------- |
| Autoridade escriturística   | Vedas, Upanixades e Ágamas                                          | Vedas, Upanixades e Ágamas                            | Vedas e Upanixades                                 | Vedas e Upanixades | [ 6 ] [ 108 ]           |
| Divindade suprema           | Xiva                                                                | Vixnu                                                 | Devi                                               | Nenhum (considera Parabrahman assim)                                                                                             | [ 109 ] [ 110 ]         |
| O Criador                   | Xiva                                                                | Vixnu                                                 | Devi                                               | Princípio Bramã | [ 109 ] [ 111 ]         |
| avatar                      | Menor                                                               | Conceito chave                                        | Significativo                                      | Menor | [ 6 ] [ 112 ] [ 113 ]   |
| Vida monástica              | Recomenda                                                           | Aceita                                                | Aceita                                             | Recomenda | [ 6 ] [ 114 ] [ 115 ]   |
| Rituais, Bhakti             | Afirma                                                              | Afirma                                                | Afirma                                             | Opcional | [ 120 ]                 |
| Ahimsa e Vegetarianismo     | Recomenda, Opcional                                                 | Afirma                                                | Opcional                                           | Recomenda, Opcional | [ 121 ] [ 122 ]         |
| Livre arbítrio, Maiá, Carma | Afirma                                                              | Afirma                                                | Afirma                                             | Afirma | [ 109 ]                 |
| Metafísica                  | Bramã (Xiva), Átmã                                                  | Bramã (Vixnu), Átmã                                   | Bramã (Devi), Atman                                | Bramã, Átmã | [ 109 ]                 |
| Epistemologia (Pramana)     | 1. Percepção 2. Inferência 3. Testemunho confiável 4. Auto-evidente | 1. Percepção 2. Inferência 3. Testemunho confiável    | 1. Percepção 2. Inferência 3. Testemunho confiável | 1. Percepção 2. Inferência 3. Comparação e analogia 4. Postulação, derivação 5. Prova negativa/cognitiva 6. Testemunho confiável | [ 124 ] [ 125 ] [ 126 ] |
| Filosofia                   | Dvaita, advaita qualificado, advaita                                | Vishishtadvaita, Dvaita, advaita qualificado, advaita | Xácti-Advaita                                      | Advaita, advaita qualificado | [ 127 ] [ 128 ]         |
| Salvação (Soteriologia)     | Jivanmukta, Charia - Kriyā - Ioga - Jnana                           | Videhamukti, Ioga, defende a vida do chefe de família | Bhakti, Tantra, Ioga                               | Jivanmukta, Advaita, Ioga, defende a vida monástica                                                                              | [ 130 ] [ 131 ]         |

## Textos
Manuscritos xaivas que sobreviveram
(post-8th century)
Região do Nepal e Himalaia = 140,000

Sul da Índia = 8,600

Outros (Devanagiri) = 2,000

Bali e Sudeste Asiático = Muitos

—Alexis Sanderson, The Saiva Literature
Ao longo de sua história, o xivaísmo foi nutrido por numerosos textos que vão desde escrituras a tratados teológicos. Estes incluem os Vedas, as Upanixades, os Ágamas e o Bhashya. De acordo com Gavin Flood – professor da Universidade de Oxford especializado em xivaísmo e fenomenologia, os estudiosos xaivas desenvolveram uma teologia sofisticada, em suas diversas tradições. Entre os comentários notáveis e influentes de estudiosos teístas do xivaísmo dvaita (dualista) estavam o Sadyajoti do século VIII, o Ramakantha do século X, o Bhojadeva do século XI. A teologia dualista foi desafiada por numerosos estudiosos da persuasão do xivaísmo advaita (não-dualista, monista), como Vasugupta do século VIII/IX, Abinavagupta do século x e Kshemaraja do século XI, particularmente os estudiosos das escolas teológicas Pratyabhijna, Spanda e outras do xivaísmo da Caxemira.

### Vedas e principais Upanixades
Os Vedas e as Upanixades são escrituras compartilhadas do hinduísmo, enquanto os Ágamas são textos sagrados de subtradições específicas. A literatura védica sobrevivente pode ser rastreada até o primeiro milênio a.C. e antes, enquanto os Ágamas sobreviventes podem ser rastreados até o primeiro milênio da era comum. A literatura védica, no xivaísmo, é primária e geral, enquanto os Ágamas são tratados especiais. Em termos de filosofia e preceitos espirituais, nenhum ágama que vá contra a literatura védica, afirma Mariasusai Dhavamony, será aceitável para os xaivas. De acordo com David Smith, "uma característica fundamental do Saiva Siddhanta tâmil, quase poderíamos dizer que sua característica definidora, é a afirmação de que sua fonte está tanto nos Vedas quanto nos Ágamas, no que ele chama de Vedagamas". A visão desta escola pode ser resumida como,

"O Veda é a vaca, o verdadeiro Ágama é seu leite." ―Umapati. Traduzido por David Smith
A Śvetāśvatara Upanishad (400–200 a.C.) é a primeira exposição textual de uma filosofia sistemática do xivaísmo.

### Upanixades menores xaivas
Estudiosos inspirados no xivaísmo criaram 14 Upanixades focados em Xiva, chamadas de Upanixades xaivas. Estes são considerados parte de 95 Upanixades menores no corpus upanixádico Muktikā da literatura hindu. As primeiras entre elas foram provavelmente compostas no primeiro milênio a.C., enquanto as últimas no final da era medieval.
As Upanixades xaivas apresentam ideias diversas, que vão desde temas de dualismo teísta no estilo bhakti até uma síntese de ideias xaivas com temas advaíticos (não-dualismo), ióguicos, vaixnavas e xactas.
| Shaiva Upanishad          | Data de composição                   | Tópicos                                                                                        | Referência              |
| Kaivalya Upanishad        | 1º milênio a.C.                      | Xiva, Átmã, Bramã, Sannyasa, Autoconhecimento                                                  | [ 143 ] [ 144 ] [ 145 ] |
| Atharvashiras Upanishad   | 1º milênio a.C.                      | Rudra, Átmã, Bramã, Om, monismo                                                                | [ 146 ] [ 147 ] [ 148 ] |
| Atharvashikha Upanishad   | 1º milênio a.C.                      | Xiva, Om, Brahman, canto, meditação                                                            | [ 149 ]                 |
| Brihajjabala Upanishad    | Final da Idade Média, pós-século XII | Xiva, cinza sagrada, contas de oração, Tripundra tilaka                                        | [ 150 ]                 |
| Kalagni Rudra Upanishad   | Desconhecido                         | Significado de Tripundra (três linhas do tilaka), xivaísmo ritual                              | [ 151 ] [ 152 ]         |
| Dakshinamurti Upanishad   | Desconhecido                         | Dakshinamurti como um aspecto de Xiva, Átmã, monismo                                           | [ 153 ]                 |
| Sharabha Upanishad        | Desconhecido                         | Xiva como Sharabha                                                                             | [ 154 ]                 |
| Akshamalika Upanishad     | Final da Idade Média, pós-século XII | Rosário, japa, mantras, Om, Xiva, simbolismo na iconografia do xivaísmo                        | [ 155 ]                 |
| Rudrahridaya Upanishad    | Desconhecido                         | Rudra-Uma, Homem-Mulher são inseparáveis, não dualismo                                         | [ 156 ]                 |
| Bhasmajabala Upanishad    | Final da Idade Média, pós-século XII | Xiva, cinza sagrada, arte corporal, iconografia, por que os rituais e Varanasi são importantes | [ 157 ] [ 158 ]         |
| Rudrakshajabala Upanishad | Depois do século X                   | Contas de Shiva, Bhairava, Rudraksha e recitação de mantra                                     | [ 139 ]                 |
| Ganapati Upanishad        | Século XVI ou XVII                   | Ganexa, Xiva, Bramã, Átmã, Om, Satcitananda                                                    | [ 159 ]                 |
| Pancabrahma Upanishad     | Por volta do século VII              | Xiva, Sadaxiva, não-dualismo, Soham, Átmã, Bramã, autoconhecimento                             | [ 160 ] [ 161 ]         |
| Jabali Upanishad          | desconhecido                         | Xiva, teologia Pashupata, significado das cinzas e da arte corporal                            | [ 162 ]                 |

### Ágamas xaivas
Os textos agâmicos do xivaísmo são outro fundamento importante da teologia xaiva. Esses textos incluem cosmologia xaiva, epistemologia, doutrinas filosóficas, preceitos sobre meditação e práticas, quatro tipos de ioga, mantras, significados e manuais para templos xaivas, e outros elementos de prática. Esses textos canônicos existem em sânscrito e em línguas do sul da Índia, como o tâmil.
Os Ágamas apresentam uma gama diversificada de filosofias, que vão do dualismo teísta ao monismo absoluto. No xivaísmo, existem dez textos agâmicos dualísticos (dvaitas), dezoito textos qualificados de monismo com dualismo (bhedabheda) e sessenta e quatro textos monistas (advaita) agâmicos. Os xastras de Bhairava são monistas, enquanto os xastras de Xiva são dualistas.
Os textos agâmicos das escolas xaiva e vaixnava têm como premissa a existência de Átmã e a existência de uma Realidade Última (Bramã) que é considerada idêntica a Xiva no xivaísmo. Os textos diferem na relação entre os dois. Alguns afirmam que a filosofia dualista do Eu individual e da Realidade Última são diferentes, enquanto outros afirmam uma Unidade entre os dois. Os ágamas xaivas da Caxemira postulam a unidade absoluta, ou seja, Deus (Xiva) está dentro do homem, Deus está dentro de cada ser, Deus está presente em todo o mundo, incluindo todos os seres não vivos, e não há diferença de substância entre vida, matéria, homem e Deus. Embora os ágamas apresentem teologia diversa, em termos de filosofia e preceitos espirituais, nenhum ágama que vá contra a literatura védica, afirma Dhavamony, tem sido aceitável para os xaivas.

## Tradições

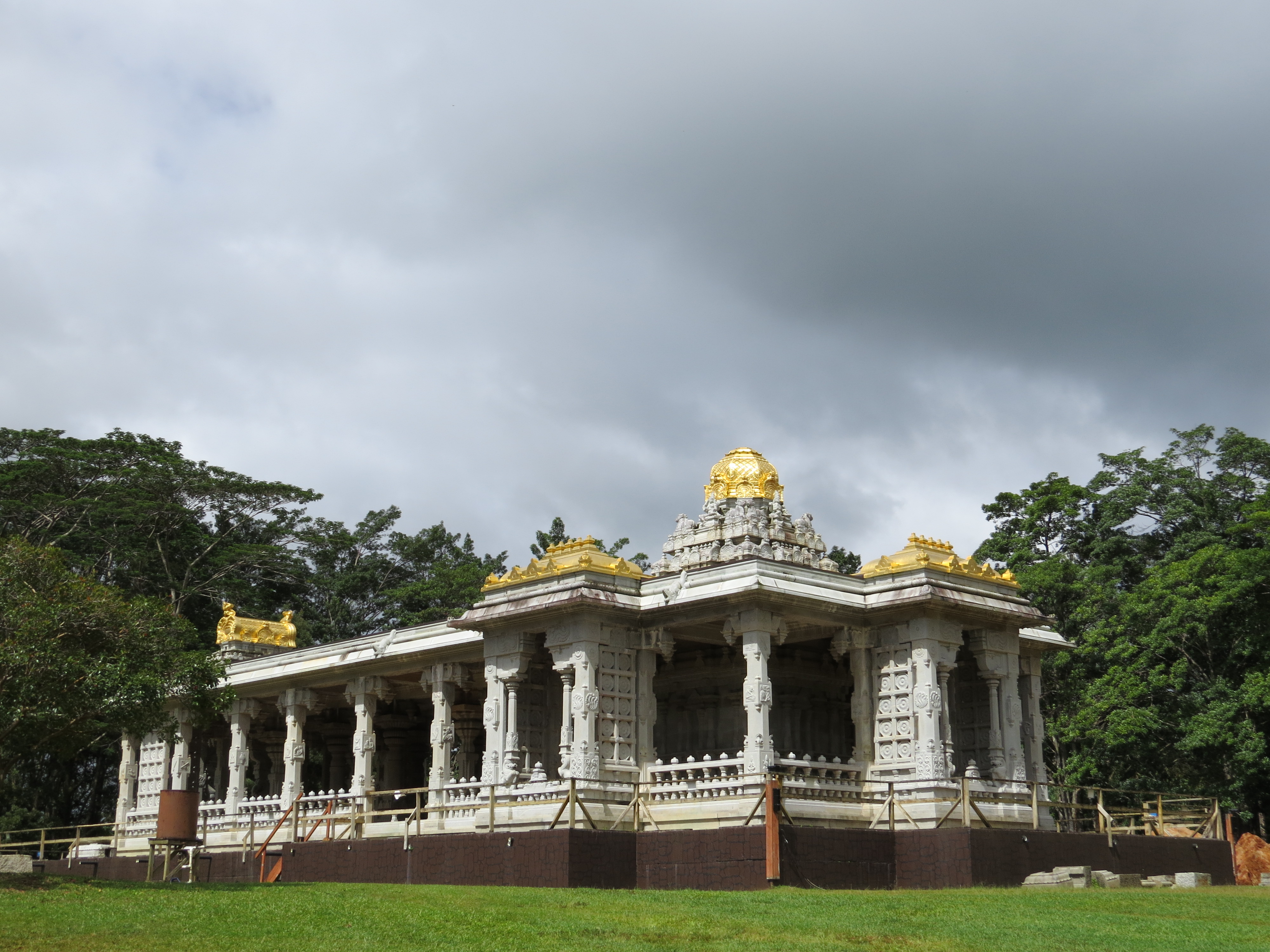
O mosteiro hindu de Kauai na ilha de Kauai, no Havaí, é o único mosteiro hindu (xivaíta) nos Estados Unidos.

O xivaísmo é antigo e, com o tempo, desenvolveu muitas subtradições. Estes existiram amplamente e são estudados em três grupos: dualismo teísta, monismo não-teísta e aqueles que combinam características ou práticas dos dois. Sanderson apresenta a classificação histórica encontrada em textos indianos, nomeadamente o Atimarga dos monges xaivas e o Mantramarga que foi seguida tanto pelos renunciantes (sannyasi) quanto pelos chefes de família (grihastha) no xivaísmo. As subtradições de xaivas não se concentravam exclusivamente em Xiva, mas em outras como o xactismo de Devi (Deusa).

### Sannyasi Shaiva: Atimarga
O ramo Atimarga do xivaísmo enfatiza a libertação (salvação) – ou o fim de todo dukkha – como o objetivo principal das buscas espirituais. Foi o caminho para os ascetas xaivas, em contraste com os chefes de família xaivas, cujo caminho foi descrito como Mantramarga e que buscavam tanto a salvação quanto os poderes e prazeres do iogue-siddhi na vida. O Atimarga reverenciava as fontes védicas do xivaísmo, e às vezes referido em antigos textos indianos como Raudra (do védico Rudra).

#### Pashupata Atimargi

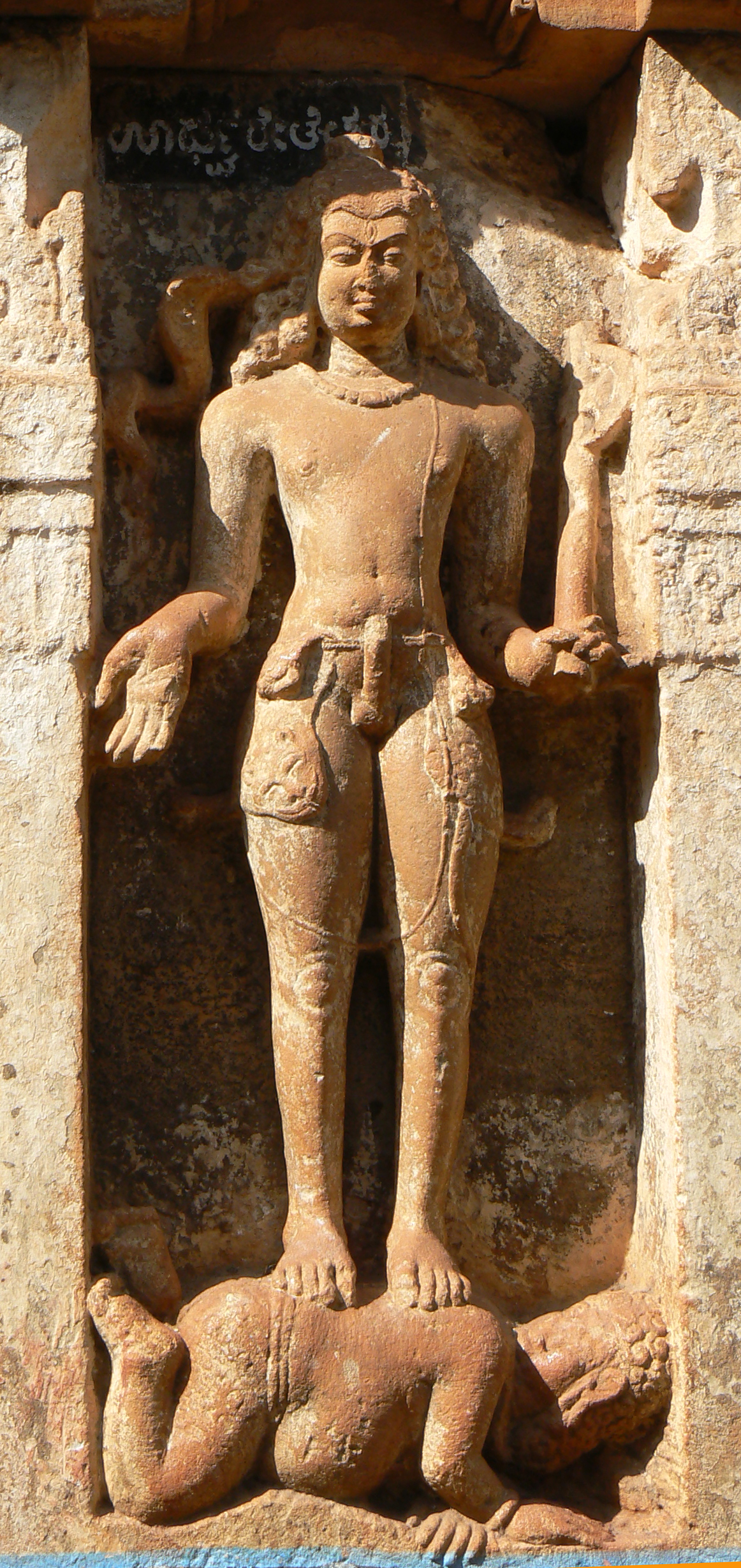
Laculixa no Templo Sangameshvara em Mahakuta, Karnataka (Chaluquia, século VII). Suas estátuas itifálicas dos séculos V a X também são encontradas na posição de iogue sentado no Rajastão, Utar Pradexe e em outros lugares.

Páxupata (IAST: Pāśupatas) é a subtradição xivaíta com a herança mais antiga, como evidenciado por textos indianos datados por volta do início da era comum. É uma tradição monista, que considera Xiva dentro de si mesmo, em cada ser e em tudo o que é observado. O caminho páxupata para a libertação é de ascetismo tradicionalmente restrito aos homens brâmanes. A teologia páxupata, de acordo com os Shiva Sutras, visa um estado espiritual de consciência onde o iogue páxupata "permanece em sua própria natureza irrestrita", onde os rituais externos parecem desnecessários, onde cada momento e cada ação se tornam um voto interno, um ritual espiritual para em si.
Os páxupatas derivam seu nome sânscrito de duas palavras: Pashu (besta) e Pati (senhor), onde o estado caótico e ignorante, aprisionado pela escravidão e suposições, é conceituado como a besta, e o Átmã (Eu, Xiva) que está presente eternamente em todos os lugares como o Pati. A tradição visa realizar o estado de ser um com Xiva dentro e em todo lugar. Possui extensa literatura, e um caminho quíntuplo de prática espiritual que começa com práticas externas, evoluindo para práticas internas e, finalmente, ioga meditativa, com o objetivo de superar todo o sofrimento (dukkha) e alcançar o estado de beatitude (Ananda).
A tradição é atribuída a um sábio do Gujarate chamado Laculixa (~século II d.C.). Ele é o suposto autor do Pashupata-sutra, um texto fundamental desta tradição. Outros textos incluem o bhashya (comentário) sobre o Pashupata-sutra de Kaundinya, o Gaṇakārikā, o Pañchārtha bhāshyadipikā e o Rāśikara-bhāshya. O caminho monástico do Páxupata estava disponível para qualquer pessoa de qualquer idade, mas exigia a renúncia dos quatro ashramas (estágios) até o quinto estágio do Siddha-Ashrama. O caminho começava como uma vida perto de um templo de Xiva e meditação silenciosa, depois um estágio em que o asceta deixa o templo e fez troca de carma (ser amaldiçoado por outros, mas nunca amaldiçoar de volta). Ele então passava para o terceiro estágio da vida, onde vivia como um solitário em uma caverna ou em lugares abandonados ou nas montanhas do Himalaia, e no final de sua vida mudava-se para um campo de cremação, sobrevivendo com pouco, aguardando pacificamente sua morte.
Os páxupatas têm sido particularmente proeminentes no Gujarate, Rajastão, Caxemira e Nepal. A comunidade é encontrada em muitas partes do subcontinente indiano. No final da era medieval, os ascetas páxupatas xaivas foram extintos.

#### Lakula Atimargi
Esta segunda divisão do Atimarga desenvolveu-se a partir dos páxupatas. Seu texto fundamental também foram os Sutras de Páxupata. Eles diferiam dos atimargis páxupatas porque se afastavam radicalmente dos ensinamentos védicos e não respeitavam nenhum costume védico ou social. Andavam por aí, por exemplo, quase nus, bebiam bebidas alcoólicas em público e usavam um crânio humano como tigela de mendicância (kapala) por comida. Os laculas ascéticos não reconheciam nenhum ato ou palavra como proibido, eles faziam livremente o que lhes apeteciam, muito parecido com a representação clássica de sua divindade Rudra em antigos textos hindus. No entanto, de acordo com Alexis Sanderson, o asceta lacula era estritamente celibatário e não praticava sexo.
A literatura secundária, como as escritas pelo caxemir Kshemaraja, sugere que os laculas tinham seus cânones sobre teologia, rituais e literatura sobre pramanas (epistemologia). No entanto, acredita-se que seus textos primários estejam perdidos e não sobreviveram até a era moderna.

### GrihasthaeSannyasi Shaiva: Mantramarga
"Mantramārga" (sânscrito : मन्त्रमार्ग, "o caminho dos mantras") tem sido a tradição xaiva tanto para chefes de família quanto para monges. Cresceu a partir da tradição Atimarga. Esta tradição buscava não apenas a libertação de Dukkha (sofrimento, insatisfação), mas também poderes especiais (siddhi) e prazeres (bhoga), tanto nesta vida como na próxima. Os siddhi eram particularmente perseguidos pelos monges do Mantramarga, e é esta subtradição que experimentou uma grande diversidade de ritos, divindades, rituais, técnicas de ioga e mantras. Tanto o Mantramarga quanto o Atimarga são tradições antigas, mais antigas do que a data de seus textos que sobreviveram, segundo Sanderson. O Mantramarga cresceu e se tornou uma forma dominante de xivaísmo neste período. Também se espalhou para fora da Índia, no Império Khmer do Sudeste Asiático, Java, Bali e Cham.
A tradição Mantramarga criou os ágamas xaivas e o textos tantras (técnica) xaivas. Esta literatura apresentou novas formas de ritual, ioga e mantra. Esta literatura foi altamente influente não apenas para o xivaísmo, mas para todas as tradições do hinduísmo, bem como para o budismo e o jainismo. Mantramarga tinha temas teístas e monísticos, que coevoluíram e influenciaram um ao outro. Os textos tântricos refletem isso, onde a coleção contém teologias dualistas e não-dualistas. O teísmo nos textos do Tantra é paralelo àqueles encontrados no vaixnavismo e no xactismo. Shaiva Siddhanta é uma subtradição importante que enfatizou o dualismo durante grande parte de sua história.
O xivaísmo teve fortes subtradições não dualistas (advaita). Sua premissa central é que o Átmã de cada ser é idêntico a Xiva, e suas diversas práticas e buscas são direcionadas à compreensão e à unidade com o Xiva interior. Este monismo é próximo, mas difere um pouco do monismo encontrado no Advaita Vedanta de Adi Xancara. Ao contrário do Advaita de Xankara, as escolas monistas do xivaísmo consideram Maiá como Xácti, ou energia e poder criativo primordial que explica e impulsiona a diversidade existencial.
Srikantha, influenciado por Ramanuja, formulou o Vishishtadvaita xaiva. Nesta teologia, Átmã não é idêntico a Bramã, mas compartilha com o Supremo todas as suas qualidades. Appayya Dikshita (1520–1592), um estudioso do Advaita, propôs o monismo puro, e suas ideias influenciaram xaivas na região de Carnataca. Sua doutrina xaiva advaita está inscrita nas paredes do templo Kalakanthesvara em Adaiyappalam (distrito de Tiruvannamalai).

#### Shaiva Siddhanta

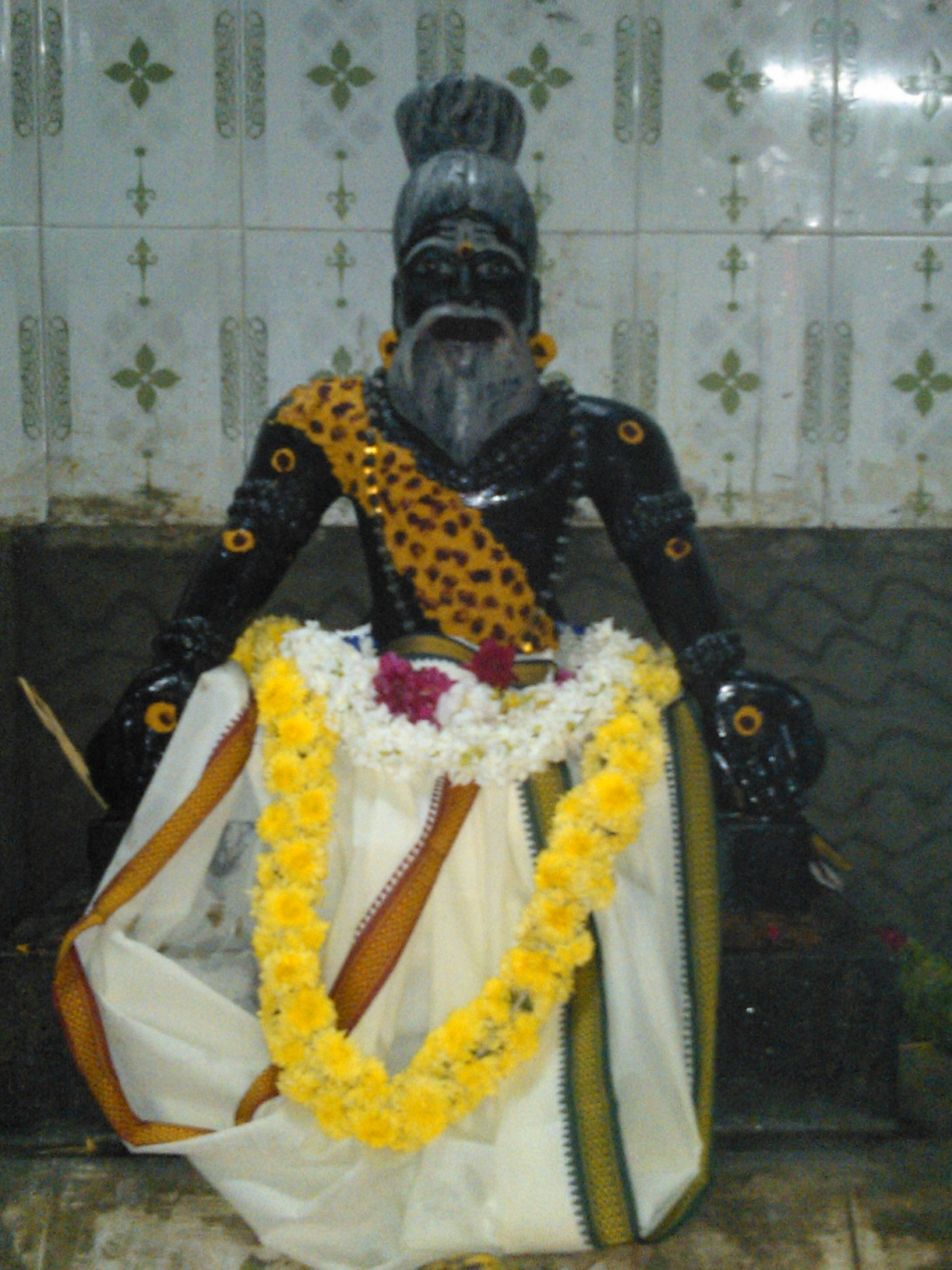
Tirumular, o grande poeta tâmil do Śaivasiddhānta e santo místico (siddha).

O Śaivasiddhānta ("a doutrina estabelecida de Xiva") é o mais antigo sampradaia (tradição, linhagem) do xivaísmo tântrico, datado do século V. A tradição enfatiza a devoção amorosa a Xiva, usa hinos tâmeis dos séculos V a IX chamados Tirumurai. Um texto filosófico chave desta subtradição foi composto por Meicandar do século XIII. Esta teologia apresenta três realidades universais: o pashu (Eu individual), o pati (senhor, Xiva) e o pasha (a escravidão do Eu) através da ignorância, carma e maiá. A tradição ensina a vida ética, o serviço à comunidade e através do trabalho, a adoração amorosa, a prática e disciplina de ioga, a aprendizagem contínua e o autoconhecimento como meios para libertar o Eu individual da escravidão.
A tradição pode ter se originado na Caxemira, onde desenvolveu uma teologia sofisticada propagada pelos teólogos Sadyojoti, Bhatta Nārāyanakantha e seu filho Bhatta Rāmakantha (c. 950–1000). No entanto, após a chegada dos governantes islâmicos ao norte da Índia, prosperou no sul. A filosofia de Shaiva Siddhanta é particularmente popular no sul da Índia, Sri Lanka, Malásia e Singapura.
A literatura histórica do Sidanta xaiva é um enorme corpo de textos. A tradição inclui Xiva e Xácti (deusa), mas com ênfase crescente na abstração metafísica. Ao contrário dos experimentadores da tradição Atimarga e de outras subtradições do Mantramarga, afirma Sanderson, a tradição Shaiva Siddhanta não tinha oferenda ritual ou consumo de "bebidas alcoólicas, sangue ou carne". Suas práticas focavam em ideias abstratas de espiritualidade, adoração e devoção amorosa a Shiva como Sadaxiva, e ensinavam a autoridade dos Vedas e Ágamas xaivas. Esta tradição diversificou-se nas suas ideias ao longo do tempo, com alguns dos seus estudiosos integrando uma teologia não dualista.

#### Naianares

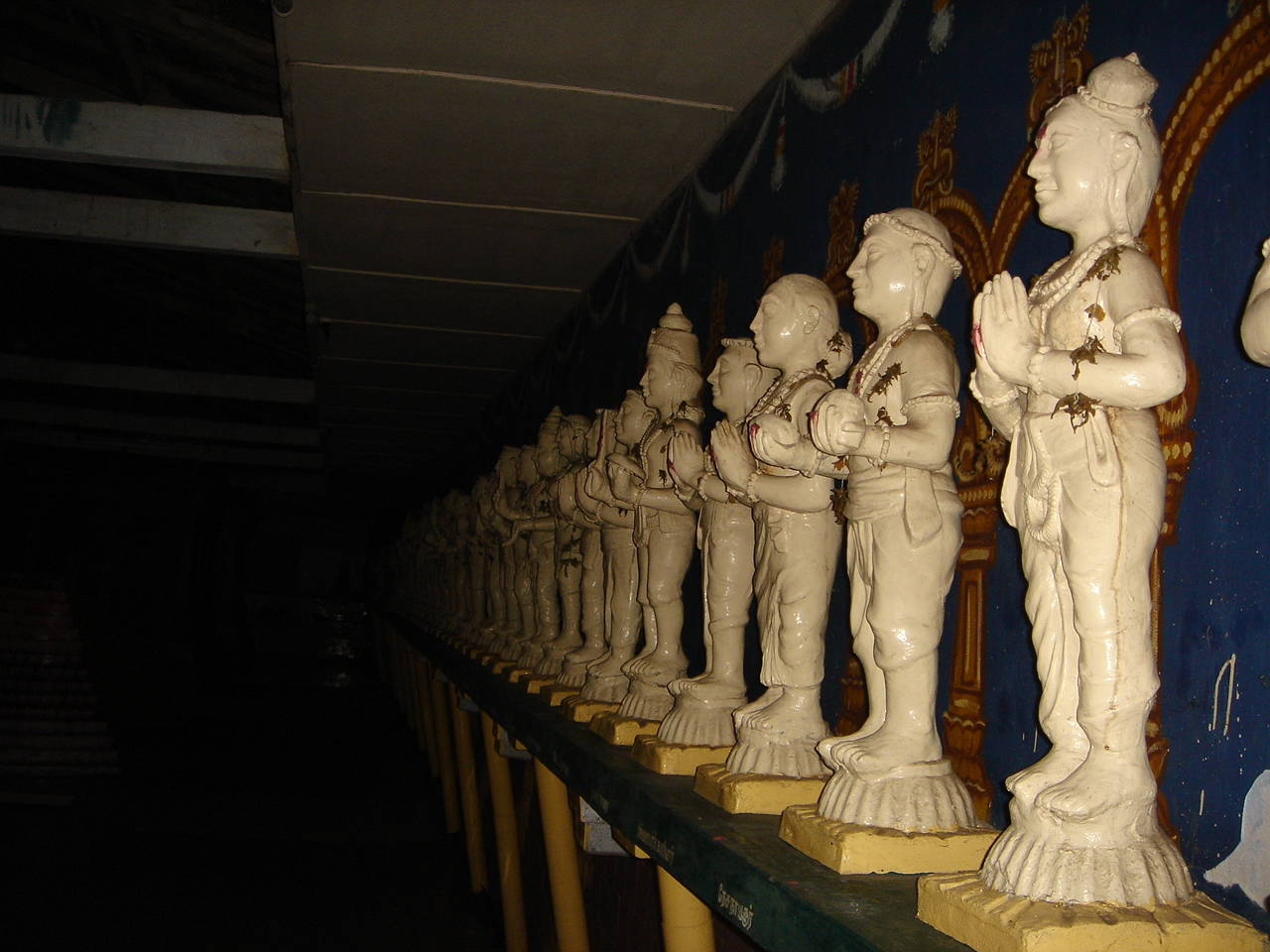
Os poetas-santos xaivas naianares são creditados com o movimento Bhakti no xivaísmo. Incluía três mulheres santas, como Karaikkal Ammaiyar, do século VI.

Por volta do século VII, os naianares, uma tradição de poetas-santos na tradição de bhakti desenvolvida no antigo Tâmil Nadu com foco em Xiva, comparável à dos alvares vaixnavas. Os poemas devocionais em tâmil dos naianares são divididos em onze coleções conhecidas como Tirumurai, junto com um Purana tâmil chamado Periya Puranam. As primeiras sete coleções são conhecidas como Tevaram e são consideradas pelos tâmeis como equivalentes aos Vedas. Foram compostas no século VII por Sambandar, Appar e Sundarar.
Tirumular, o autor do Tirumantiram (também escrito Tirumandiram) é considerado por Tattwananda o primeiro expoente do xivaísmo nas áreas tâmeis. Tirumular é datado do século VII ou VIII por Maurice Winternitz. O Tirumantiram é uma fonte primária para o sistema de Shaiva Siddhanta, sendo o décimo livro de seu cânone. O Tiruvacakam de Manikkavacagar é uma importante coleção de hinos.

#### Tradições do TantraDiksha
O elemento principal de todo Xaiva Tantra é a prática de diksha, uma iniciação cerimonial em que mantras divinamente revelados são dados ao iniciado por um Guru.
Uma característica notável de alguns ascetas do "tantra esquerdo" era a busca por siddhis (habilidades sobrenaturais) e bala (poderes), tais como de evitar o perigo (santih) e a capacidade de prejudicar os inimigos (abhicarah). Ganachacras, festas rituais, às vezes eram realizadas em cemitérios e campos de cremação e apresentavam possessões por poderosas divindades femininas chamadas Ioguinis. O culto das Ioguinis visava obter poderes especiais através da adoração esotérica da Xácti ou dos aspectos femininos do divino. Os grupos incluíam sororidades que participavam dos ritos.
Algumas tradições definiram poderes especiais de forma diferente. Por exemplo, os tântricos da Caxemira explicam os poderes como anima (consciência de que está presente em tudo), laghima (leveza, estar livre da suposta diversidade ou diferenças), mahima (peso, perceber que o limite está além da própria consciência), prapti (atingir, estar tranquilo e em paz com a própria natureza), prakamya (tolerância, compreender e aceitar a diversidade cósmica), vasita (controlar, perceber que sempre se tem poder para fazer o que quiser), isitva (autodomínio, um iogue é sempre livre). De forma mais ampla, as subtradições tântricas buscaram o conhecimento não-dual e a libertação esclarecedora abandonando todos os rituais e com a ajuda do raciocínio (yuktih), das escrituras (sastras) e do Guru iniciador.

#### Xivaísmo da Caxemira

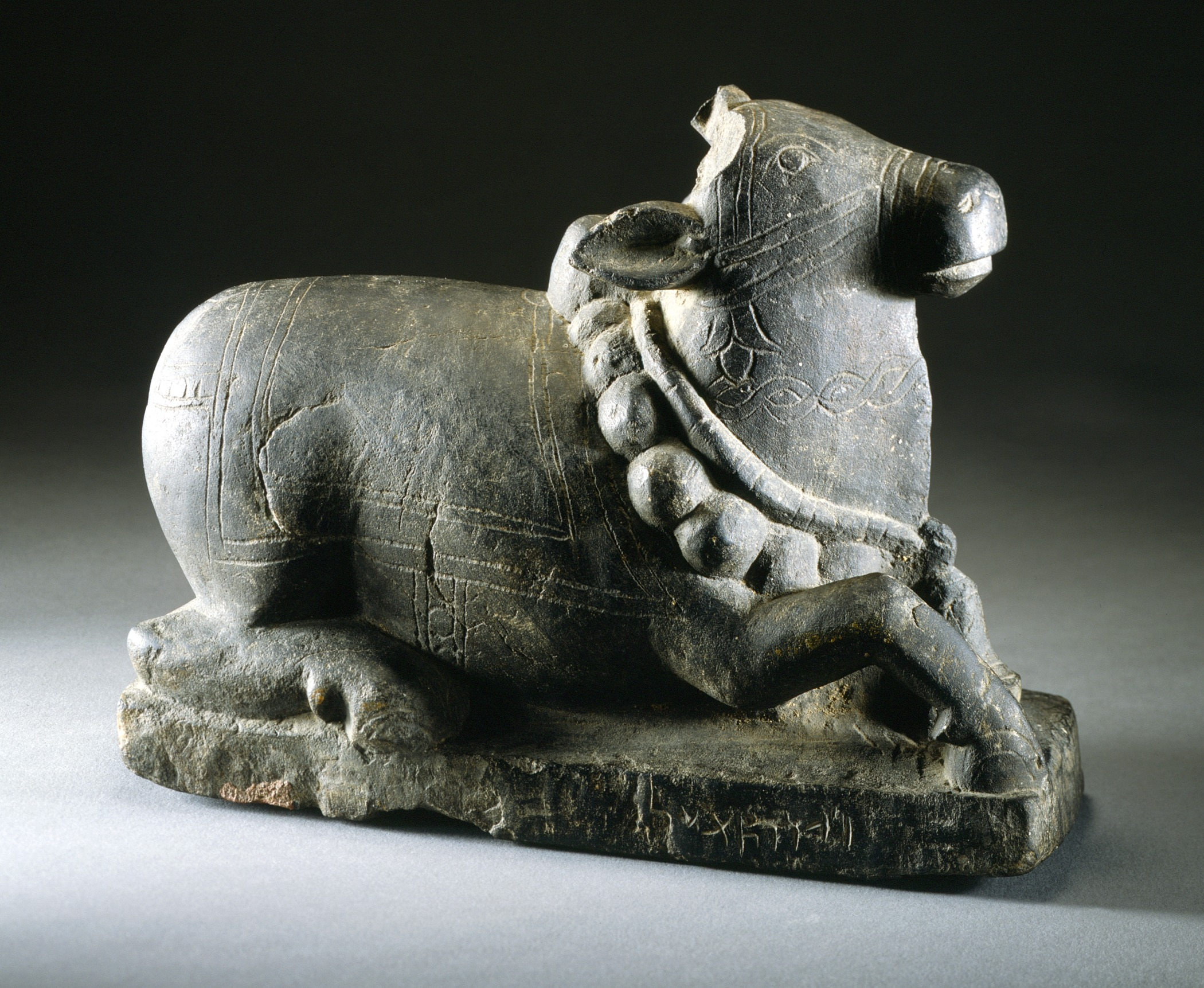
Uma estátua de Nandi do século III da Caxemira.

O xivaísmo da Caxemira é uma tradição influente dentro do xivaísmo que surgiu na Caxemira no primeiro milênio d.C. e prosperou nos primeiros séculos do segundo milênio, antes que a região fosse dominada pelas invasões islâmicas da região do Indocuxe. As tradições do xivaísmo da Caxemira tornaram-se contraídas devido ao Islã, exceto por sua preservação pelos pânditas da Caxemira. A tradição renasceu no século XX devido especialmente à influência de Swami Lakshmanjoo e seus alunos.
O xivaísmo da Caxemira tem sido uma escola não dualista, e é distinta da tradição dualista Shaiva Siddhānta que também existia na Caxemira medieval. Uma filosofia notável do xivaísmo monístico da Caxemira tem sido as ideias do Pratyabhijna, particularmente aquelas dos estudiosos do século X Utpaladeva e do século XI Abinavagupta e Kshemaraja. Seus extensos textos estabeleceram a teologia e a filosofia xaiva em uma estrutura advaita (monismo). Os Shiva Sutras de Vasugupta do século IX e suas ideias sobre Spanda também influenciaram esta e outras subtradições xaivas, mas é provável que textos xaivas muito mais antigos já tenham existido.
Uma característica notável do xivaísmo da Caxemira foi a sua abertura e integração de ideias do xactismo, vaixnavismo e Vajraiana. Por exemplo, uma subtradição do xivaísmo da Caxemira adota a adoração da Deusa (xactismo), afirmando que a abordagem ao deus Xiva é através da deusa Xácti. Esta tradição combinou ideias monísticas com práticas tântricas. Outra ideia desta escola foi Trika (ou tríades modais de Xácti) e cosmologia desenvolvidas por Somananda no início do século X.

### Nath

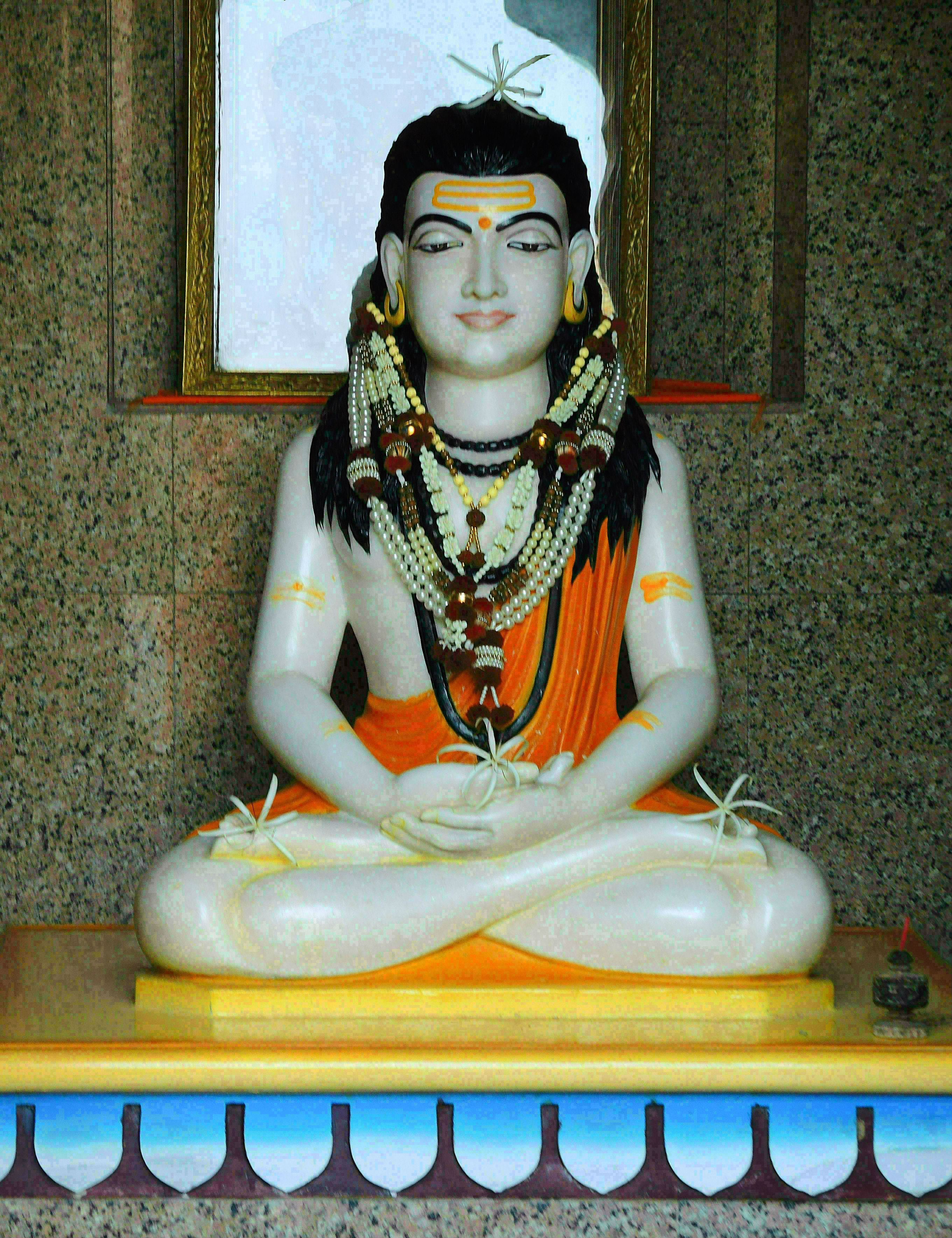
Goraknath fundou o movimento monástico Nath Shaiva.

Nath, uma subtradição Shaiva que surgiu de uma tradição do Siddha muito mais antiga baseada no Ioga. Os naths consideram Xiva como "Adinatha" ou o primeiro guru, e tem sido um movimento pequeno, mas notável e influente na Índia, cujos devotos eram chamados de "yogi" ou "jogi", devido aos seus modos monásticos não convencionais e à ênfase no ioga.
A teologia do Nath integrou a filosofia das tradições do Advaita Vedanta e budismo. Os seus métodos não convencionais desafiaram todas as premissas ortodoxas, explorando práticas obscuras e evitadas pela sociedade como um meio de compreender a teologia e ganhar poderes interiores. A tradição remonta a Matsyendranath do século IX ou X e às ideias e organização desenvolvidas por Gorakshanath. Eles combinaram práticas teístas, como adorar deusas e seus gurus históricos em templos, bem como objetivos monísticos de alcançar a libertação ou jivan-mukti em vida, alcançando o estado perfeito (siddha) de realizar a unidade de si mesmo e de tudo com Xiva.
Eles formaram organizações monásticas, e alguns deles se metamorfosearam em ascetas guerreiros para resistir à perseguição durante o domínio islâmico do subcontinente indiano.

### Lingaiatismo

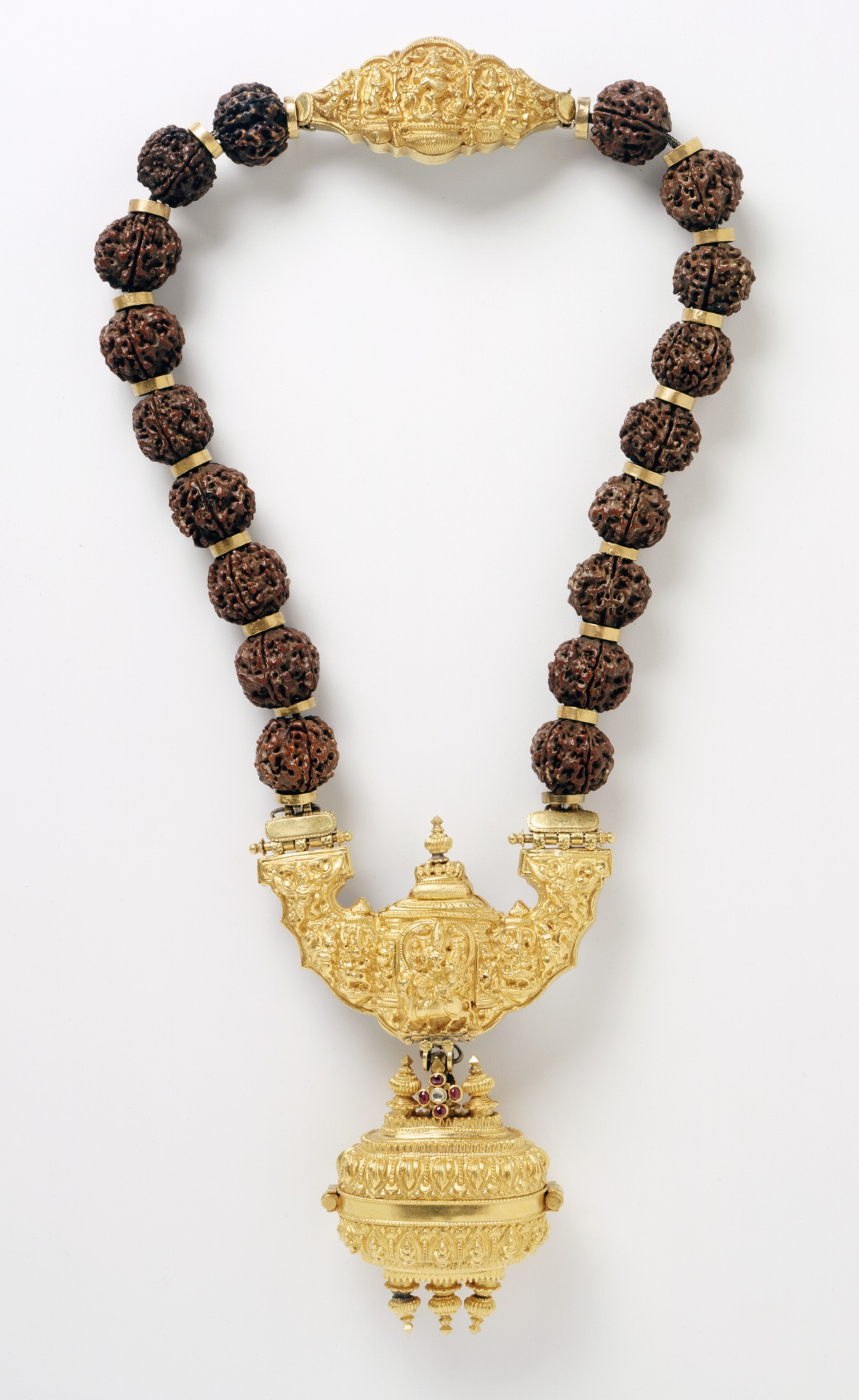
Um colar com pingente contendo o símbolo linga de Xiva é usado pelos lingaiates.

O lingaiatismo, também conhecido como xivaísmo de Vira, é uma tradição religiosa xivaíta distinta na Índia. Foi fundada pelo filósofo e estadista do século XII Basava e difundida por seus seguidores, chamados xaranas.
O lingaiatismo enfatiza o monismo qualificado e bácti (devoção amorosa) a Xiva, com fundamentos filosóficos semelhantes aos do filósofo do sul da Índia dos séculos XI e XII, Ramanuja. Seu culto é notável pela forma iconográfica de Ishtalinga, que os adeptos usam. Grandes comunidades de lingaiates são encontradas no estado de Carnataca, no sul da Índia, e em regiões próximas. O lingaiatismo tem sua própria literatura teológica com subtradições teóricas sofisticadas.
Eles foram influentes no Império Vijaianagara hindu, que reverteu as conquistas territoriais dos governantes muçulmanos, após as invasões da região de Decã, primeiro pelo Sultanato de Déli e mais tarde por outros sultanatos. Os lingaiates consideram sua escritura como Basava Purana, que foi concluída em 1369 durante o reinado do governante vijaianagara Bukka Raya I. Os pensadores do Lingaiate (viraxaivas) rejeitaram o domínio da custódia dos brâmanes sobre os Vedas e os xastras, mas não rejeitavam completamente o conhecimento védico. O poeta telugu Virashaiva do século XIII, Palkuriki Somanatha, autor das escrituras do lingaiatismo, por exemplo, afirmou: "O Viraxaivismo está totalmente em conformidade com os Vedas e os xastras."

## Demografia
Não há dados de censo disponíveis sobre a história demográfica ou tendências das tradições do hinduísmo. Existem grandes comunidades xivaítas nos estados de Tâmil Nadu, Carnataca, Telanganá, Querala e Andra Pradexe, no sul da Índia, bem como em Jamu e Caxemira, Himachal Pradexe e Utaracanda. Comunidades substanciais também são encontradas em Harianá, Maharastra e no centro de Utar Pradexe.

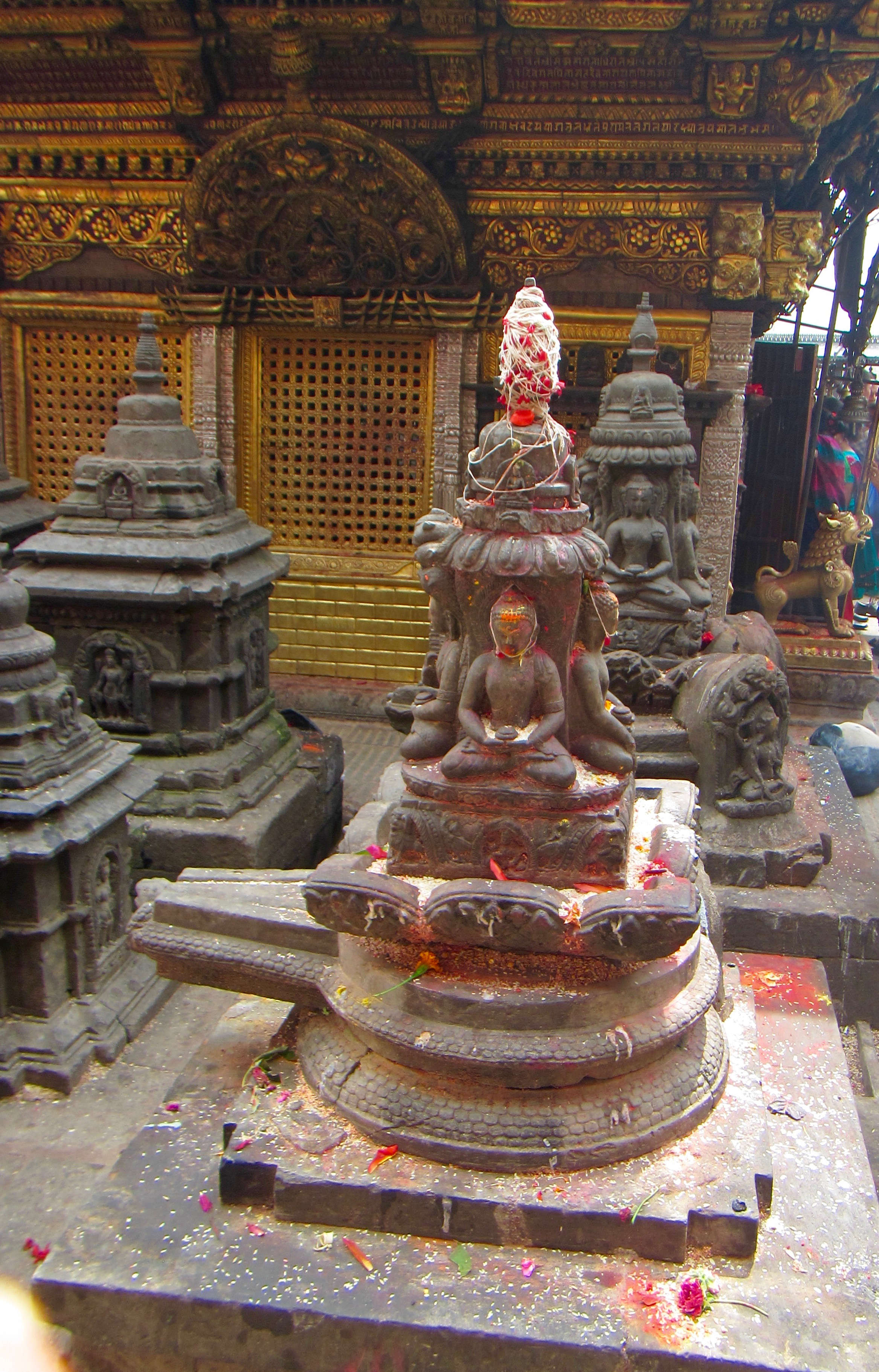
O xivaísmo e o budismo se desenvolveram em conjunto em muitas regiões. Acima, uma imagem sincrética de Yoni-Linga com quatro relevos do Buda em um templo vajraiana.

De acordo com Gavin Flood, as tradições do xivaísmo e do xactismo são difíceis de separar, já que muitos hindus xaivas reverenciam a deusa Xácti regularmente. As denominações do hinduísmo, afirma Julius Lipner, são diferentes daquelas encontradas nas principais religiões do mundo, porque as denominações hindus são confusas com indivíduos reverenciando deuses e deusas policentricamente, com muitos adeptos xaivas e vaixnavas reconhecendo Sri (Lácximi), Parvati, Sarasvati e outros aspectos da deusa Devi. Da mesma forma, os hindus xactas reverenciam Xiva e deusas como Parvati, Durga, Rada, Sita e Sarasvati, importantes nas tradições xaivas e vaixnavas.

## Influência
Xiva é um deus pan-hindu e as ideias do xivaísmo sobre o Ioga e como o deus das artes performáticas (Nataraja) têm influenciado todas as tradições do hinduísmo.
O xivaísmo foi altamente influente no sudeste da Ásia a partir do final do século VI, particularmente nos reinos Khmer e Cham da Indochina, e nas principais ilhas da Indonésia, como Sumatra, Java e Bali. Esta influência no Camboja clássico, no Vietnã e na Tailândia continuou quando o budismo maaiana chegou com os mesmos indianos.
No xivaísmo da Indonésia, o nome popular para Xiva é Bhattara Guru, que é derivado do sânscrito Bhattaraka, que significa "nobre senhor". Ele é conceituado como um gentil professor espiritual, o primeiro de todos os Gurus nos textos hindus indonésios, refletindo o aspecto Dacxinamurti de Xiva no subcontinente indiano. No entanto, o Batara Guru tem mais aspectos do que o Xiva indiano, pois os hindus indonésios mesclaram seus espíritos e heróis com ele. A esposa de Batara Guru no sudeste da Ásia é a mesma divindade hindu Durga, popular desde os tempos antigos, e ela também tem um caráter complexo com manifestações benevolentes e ferozes, cada uma visualizada com nomes diferentes, como Uma, Sri, Cáli e outros. Xiva foi chamado de Sadasiva, Paramasiva, Mahadeva em formas benevolentes, e Cala, Bairava, Mahacala em suas formas ferozes. Os textos hindus indonésios apresentam a mesma diversidade filosófica das tradições do xivaísmo encontradas no subcontinente. No entanto, entre os textos que sobreviveram até a era contemporânea, os mais comuns são os de Shaiva Siddhanta (também chamado localmente de Siwa Siddhanta, Sridanta).
À medida que as ideias do movimento Bhakti se espalharam no sul da Índia, o devocionalismo xivaíta tornou-se um movimento potente em Carnataca e Tâmil Nadu. O xivaísmo foi adotado por várias dinastias hindus governantes como religião oficial (embora outras tradições hindus, o budismo e o jainismo, continuassem em paralelo), incluindo a Chola e a Rajapute. Uma tendência semelhante foi testemunhada no início da Indonésia medieval com o império Majapaite e a Malásia pré-islâmica. No reino hindu do Nepal, no Himalaia, o xivaísmo permaneceu uma forma popular de hinduísmo e co-evoluiu com o budismo maaiana e vajraiana.

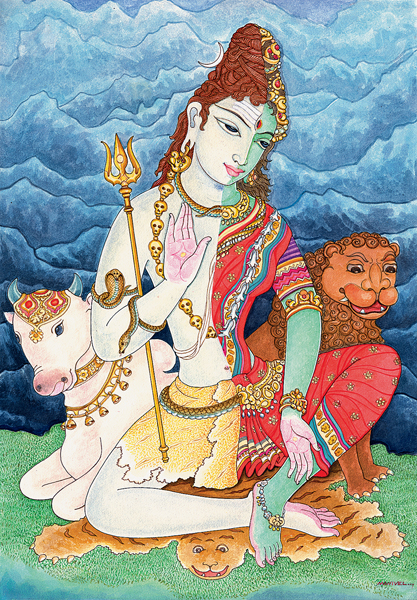
Ardanaríxvara em postura sentada apresentando simbolicamente a Xácti feminina como parte inseparável do Xiva masculino.

### Xactismo
A tradição hindu da Deusa chamada xactismo está intimamente relacionada ao xivaísmo. Em muitas regiões da Índia, não apenas as ideias do xivaísmo influenciaram a evolução do xactismo, mas o próprio xivaísmo também foi influenciado por ele e progressivamente incluiu a reverência pelo feminino divino (Devi) como uma parceira igual e essencial do masculino divino (Xiva). A deusa Xácti nos estados orientais da Índia é considerada a parceira inseparável do deus Xiva. De acordo com Gavin Flood, a proximidade entre as tradições do xivaísmo e do xactismo é tal que estas tradições do Hinduísmo são por vezes difíceis de separar. Alguns xaivas adoram nos templos de Xiva e Xácti.

### TradiçãoSmarta
Xiva faz parte do Smarta, às vezes chamado de smartismo, outra tradição do hinduísmo. Os hindus smartas estão associados à teologia Advaita Vedanta e suas práticas incluem uma etapa intermediária que incorpora reverência simultânea a cinco divindades, que inclui Xiva junto com Vixnu, Suria, Devi e Ganexa. Isso é chamado de puja do Panchaiatana. Os smartas aceitam assim a divindade primária do xivaísmo como um meio para os seus objetivos espirituais.
Filosoficamente, a tradição Smarta enfatiza que todos os ídolos (murti) são ícones do saguna Bramã, um meio de realizar a Realidade Última abstrata chamada de nirguna Bramã. Os cinco ou seis ícones são vistos por smartas como representações múltiplas do único saguna bramã (ou seja, um Deus pessoal com forma), e não como seres distintos. O objetivo final desta prática é fazer a transição além do uso de ícones e, em seguida, seguir um caminho filosófico e meditativo para compreender a unidade de Átmã e Bramã (Realidade Suprema metafísica) – como "Tal és Tu".
O puja de Panchaiatana que incorpora Xiva tornou-se popular na Índia medieval e é atribuído a Adi Xancara do século VIII, mas evidências arqueológicas sugerem que esta prática é muito anterior ao nascimento de Adi Xancara. Muitas mandalas e templos panchaiatanas foram descobertos e são do período do Império Gupta, e um conjunto panchaiatana da vila de Nand (cerca de 24 quilômetros de Ajmer) foi datado como pertencente à era do Império Cuchana (pré-300 d.C.). De acordo com James Harle, os principais templos hindus do primeiro milênio d.C. comumente incorporavam a arquitetura panchaiatana, de Odixa a Carnataca e Caxemira. Grandes templos geralmente apresentam múltiplas divindades no mesmo complexo de templos, enquanto alguns incluem explicitamente divindades de fusão, como Harihara (metade Xiva, metade Vixnu).

### Vixenuísmo
Os textos vaixnavas mencionam Xiva com reverência. Por exemplo, o Vishnu Purana concentra-se principalmente na teologia do deus hindu Vixnu e seus avatares como Críxna, mas elogia Brama e Xiva e afirma que eles são um com Vixnu. O Vixnu Sahasranama no Mahabharata lista mil atributos e epítetos de Vixnu. A lista identifica Xiva com Vishnu.
A inclusão reverente de ideias e iconografia xaivas é muito comum nos principais templos vaixnavas, como o simbolismo Dacxinamurti do pensamento xaiva é frequentemente consagrado na parede sul do templo principal dos principais templos vaixnavas na Índia peninsular. Os templos Harihara dentro e fora do subcontinente indiano combinaram historicamente Xiva e Vixnu, como no templo Lingaraj Mahaprabhu em Bhubaneshwar, Odixa. De acordo com Julius Lipner, as tradições do vixenuísmo, como o Sri Vaixnavismo, abrangem Xiva, Ganexa e outros, não como divindades distintas do politeísmo, mas como manifestação polimórfica do mesmo princípio divino supremo, proporcionando ao devoto um acesso policêntrico ao espiritual.
Da mesma forma, as tradições xaivas abraçaram reverentemente outros deuses e deusas como manifestações do mesmo divino. O Skanda Purana, por exemplo na seção 6.254.100 afirma: "Aquele que é Xiva é Vixnu, aquele que é Vixnu é Sadaxiva."

### Sauraísmo (divindade do Sol)
O deus do sol chamado Suria é uma antiga divindade do hinduísmo, e vários antigos reinos hindus, especialmente nas regiões noroeste e oriental do subcontinente indiano, reverenciavam Suria. Esses devotos chamados sauras já tiveram um grande corpus de textos teológicos, e a literatura xivaísta os reconhece com reverência. Por exemplo, o texto xaiva Srikanthiyasamhita menciona 85 textos sauras, quase todos os quais se acredita terem sido perdidos durante a invasão islâmica e o período de governo, exceto por grandes trechos encontrados embutidos em manuscritos xaivas descobertos nas montanhas do Himalaia. O xivaísmo incorporou ideias sauras, e os manuscritos sauras sobreviventes, como Saurasamhita, reconhecem a influência do xivaísmo, de acordo com Alexis Sanderson, atribuindo-se "ao cânone do texto xaiva Vathula-Kalottara".

### Movimentos do Ioga

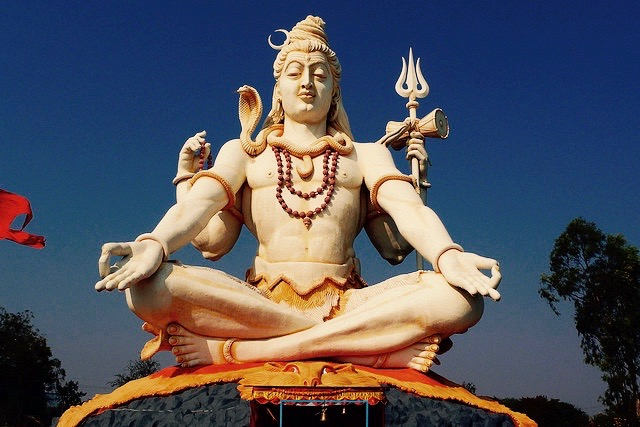
Muitos templos xaivas apresentam Xiva em pose de ioga.

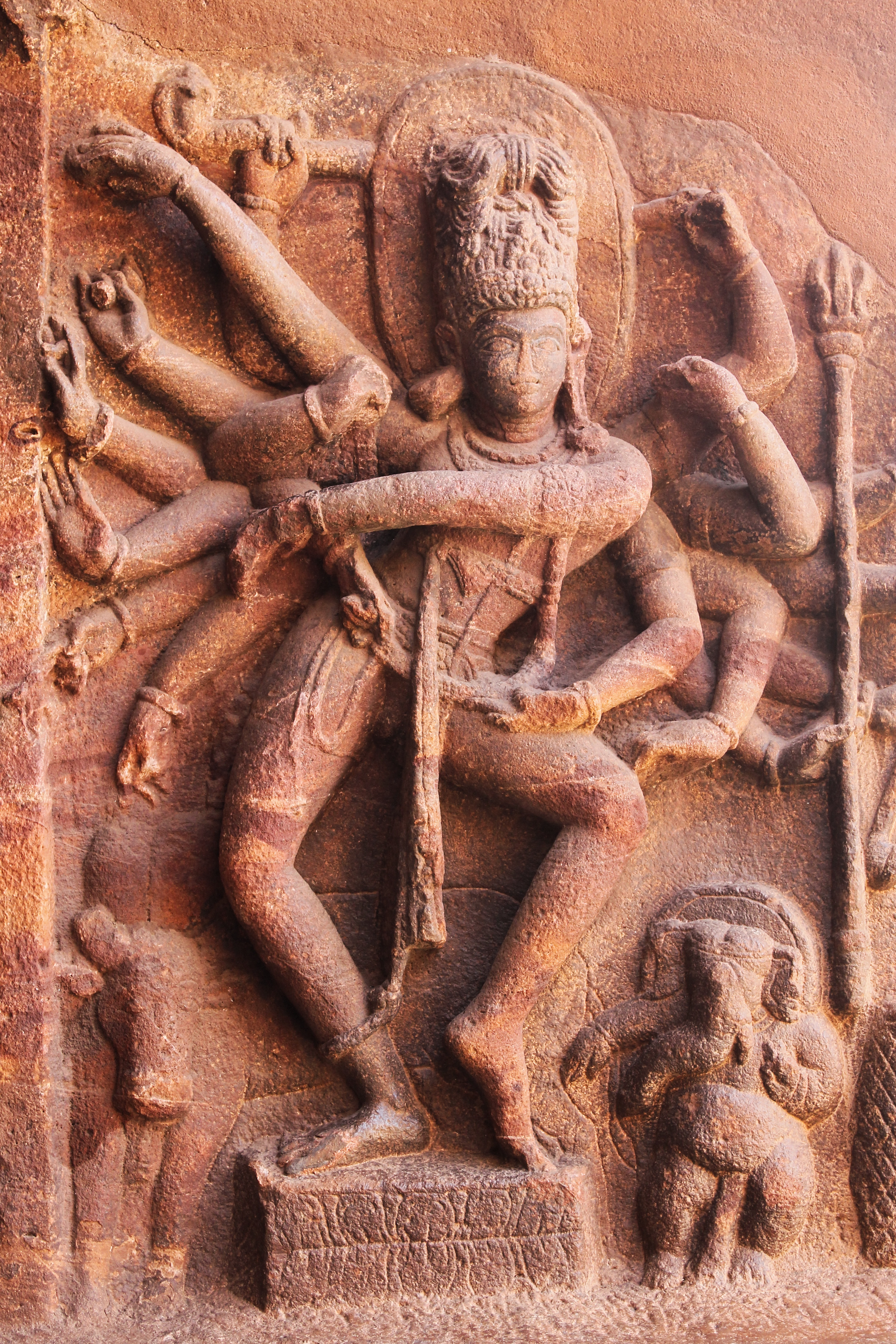
Xiva Nataraja dançante nos templos das grutas de Badami do século VI.

Ioga e meditação têm sido parte integrante do xivaísmo e ele tem sido um grande inovador de técnicas como as do Hataioga. Muitos dos principais templos de Xiva e centros de tritha (peregrinação) xaivas retratam a iconografia antropomórfica de Xiva como uma estátua gigante em que Xiva é um iogue solitário meditando, assim como os textos xaivas.
Em diversas tradições xaivas, como o xivaísmo da Caxemira, qualquer pessoa que busque compreensão pessoal e crescimento espiritual é chamada de iogue. Os Shiva Sutras (aforismos) do xivaísmo ensinam ioga de várias formas. De acordo com Mark Dyczkowski, ioga – que significa literalmente "união" – para esta tradição significou a "realização de nossa verdadeira natureza inerente que é inerentemente maior do que nossos pensamentos podem conceber", e que o objetivo do ioga é ser o "livre, eterno, beato, perfeito, infinito espiritualmente consciente" que se é em essência.
Muitas tradições xaivas que enfatizam o Ioga surgiram na Índia medieval, que refinaram os métodos ióguicos, introduzindo técnicas de Hataioga. Um desses movimentos foram os iogues Nath, uma subtradição do xivaísmo que integrava a filosofia do Advaita Vedanta e das tradições do budismo. Foi fundado por Matsyendranath e desenvolvido por Gorakshanath. Os textos desses iogas enfatizando as tradições hindus apresentam suas ideias no contexto xivaísta.

### Artes performáticas hindus
Xiva é o senhor da dança e das artes dramáticas no Hinduísmo. Isso é celebrado nos templos xaivas como Nataraja, que normalmente mostra Xiva dançando em uma das poses do antigo texto hindu sobre artes performáticas chamado Natya Shastra.
O Xiva dançante como metáfora para celebrar a vida e as artes é muito comum nos templos hindus antigos e medievais. Por exemplo, é encontrado nos templos das grutas de Badami, nas grutas de Ellora, em Khajuraho, em Chidambaram e outros. A ligação xaiva com as artes performáticas é celebrada em danças clássicas indianas como Bharatanatyam e Chhau.

### Budismo
O budismo e o xivaísmo interagiram e influenciaram-se desde os tempos antigos, tanto no Sul da Ásia como no Sudeste Asiático. Seus siddhas e tradições esotéricas, em particular, se sobrepuseram a tal ponto que budistas e hindus adorariam no mesmo templo, como no Seto Machindranath. No Sudeste Asiático, as duas tradições não foram apresentadas em termos competitivos ou polêmicos, mas sim como dois caminhos alternativos que conduzem aos mesmos objetivos de libertação, com os teólogos a discordarem sobre qual deles é mais rápido e mais simples. Os estudiosos discordam se uma tradição sincrética emergiu do budismo e do xivaísmo ou se foi uma coalizão com livre empréstimo de ideias, mas concordam que as duas tradições coexistiram pacificamente.
A primeira evidência de uma estreita relação entre o xivaísmo e o budismo vem dos sítios arqueológicos e esculturas danificadas do subcontinente noroeste da Índia, como Gandara. Estes são datados por volta do século I d.C., com Xiva retratado nas artes budistas. O Avalokiteshvara budista está ligado a Xiva em muitas dessas artes, mas em outras Xiva está ligado ao bodisatva Maitreia, sendo mostrado carregando seu próprio pote de água como os sacerdotes védicos. De acordo com Richard Blurton, as obras antigas mostram que o Bodisatva da Compaixão no budismo tem muitas características em comum com Xiva no xivaísmo. O sincretismo xaiva e budista continua na era contemporânea na ilha de Bali, na Indonésia. No Budismo da Ásia Central e em suas artes históricas, o sincretismo e uma expressão compartilhada dos temas do xivaísmo, do budismo e do Tantra têm sido comuns.
O sincretismo entre o budismo e o xivaísmo foi particularmente marcado no sudeste da Ásia, mas não foi o único, mas sim um fenômeno comum também observado nas regiões orientais do subcontinente indiano, no sul e nas regiões do Himalaia. Esta tradição continua na Bali Indonésia, predominantemente hindu, na era moderna, onde Buda é considerado o irmão mais novo de Xiva. Na Java pré-islâmica, o xivaísmo e o budismo eram considerados religiões muito próximas e aliadas, embora não fossem religiões idênticas. Essa ideia também é encontrada nas esculturas e templos dos estados orientais da Índia e da região do Himalaia. Por exemplo, os templos hindus nessas regiões mostram Harihara (meio Xiva, meio Vixnu) flanqueado por um Buda em pé à sua direita e um Suria (deus hindu do Sol) em pé à esquerda.
Nos principais festivais dos hindus de Bali, como o Nyepi – um "festival do silêncio", as observações são oficiadas por sacerdotes budistas e xaivas.

### Jainismo
O jainismo coexistiu com a cultura xaiva desde os tempos antigos, particularmente no oeste e no sul da Índia, onde recebeu apoio real dos reis hindus das dinastias Chauluquia, Ganga e Rastracuta. No final do primeiro milênio d.C., o jainismo também desenvolveu uma cultura ritual tântrica semelhante à xaiva com deusas-mantra. Esses rituais jainistas visavam benefícios mundanos usando japas (recitação de mantras) e fazendo oferendas no fogo Homa.
De acordo com Alexis Sanderson, a ligação e o desenvolvimento das deusas xaivas em deusas jainas são mais transparentes do que uma conexão semelhante entre o xivaísmo e o budismo. O texto jainista do século XI Bhairavapadmavatikalpa, por exemplo, iguala Padmavati do jainismo com Tripura-bhairavi do xivaísmo e do xactismo. Entre as principais deusas do jainismo que estão enraizadas no panteão hindu, particularmente xaiva, incluem Lácximi e Vagixvari (Sarasvati) do mundo superior na cosmologia jainistas, Vidyadevis do mundo intermediário e Yakshis como Ambica, Chacrexvari, Padmavati e Jvalamalini do mundo inferior de acordo com o jainismo.
A iconografia xaiva-xacta é encontrada nos principais templos jainistas. Por exemplo, o templo Osian do jainismo perto de Jodhpur apresenta Chamunda, Durga, Xitala e um Bhairava nu. Embora as práticas xaivas e jainas tivessem sobreposição considerável, a interação entre a comunidade jaina e a comunidade xaiva diferia na aceitação de sacrifícios rituais de animais diante das deusas. Os jainas permaneciam estritamente vegetarianos e evitavam o sacrifício de animais, enquanto os xaivas aceitavam a prática.

## Templos e peregrinação
Puranas e Ágamas xaivas, e outras literaturas regionais, referem-se aos templos por vários termos como Mandir, Shivayatana, Shivalaya, Shambhunatha, Jyotirlingam, Shristhala, Chattraka, Bhavaggana, Bhuvaneshvara, Goputika, Harayatana, Kailasha, Mahadevagriha, Saudhala e outros. No sudeste da Ásia, os templos xaivas são chamados de Candi (Java), Pura (Bali), e Wat (Camboja e regiões próximas).
Muitos dos locais de peregrinação relacionados com Xiva, como Varanasi, Amarnath, Kedarnath, Somnath e outros, são amplamente considerados sagrados no hinduísmo. Eles são chamados de kṣétra (sânscrito: क्षेत्र). Um kṣétra tem muitos templos, incluindo um ou mais templos importantes. Esses templos e sua localização atraem peregrinações chamadas tirtha (ou tirthayatra).
Muitas das literaturas históricas dos Puranas incorporam guias de turismo para centros de peregrinação e templos relacionados ao xivaísmo. Por exemplo, o Skanda Purana trata principalmente de Tirtha Mahatmyas (guias de peregrinação) para vários pontos geográficos, mas também inclui um capítulo afirmando que um templo e tirtha são, em última análise, um estado de espírito e uma vida cotidiana virtuosa.
Os principais rios do subcontinente indiano e sua confluência (sangam), nascentes naturais, origem do rio Ganges (e pancha-ganga), juntamente com altas montanhas como Cailaxa com o Lago Manasarovar são locais particularmente reverenciados no xivaísmo. Doze locais de jyotirlinga em toda a Índia foram locais de peregrinação particularmente importantes no xivaísmo, representando a luz radiante (jyoti) do infinito, de acordo com o Śiva Mahāpurāṇa. Eles são o Somnatha, Mallikarjuna, Mahakaleshwar, Omkareshwar, Kedarnatha, Bhimashankar, Visheshvara, Trayambakesvara, Vaidyanatha, Nageshvara, Rameshvara e Grishneshwar. Outros textos mencionam cinco Kedras (Kedarnatha, Tunganatha, Rudranatha, Madhyamesvara e Kalpeshvara), cinco Badris (Badrinatha, Pandukeshvara, Sujnanien, Anni matha e Urghava), lingam de neve de Amarnatha, chama de Jwalamukhi, todos do rio Narmada e outros. Kashi (Varanasi) é declarado como particularmente especial em numerosos textos xaivas e Upanixades, bem como nas Upanixades saniasas pan-hindus, como a Jabala Upanishad.
Os primeiros poetas do movimento Bhakti do xivaísmo compuseram poemas sobre peregrinação e templos, usando esses locais como metáforas para jornadas espirituais internas.